# Puma concolor
A onça-parda (português brasileiro) ou puma (português europeu) (nome científico: Puma concolor), também conhecida no Brasil por suçuarana e leão-baio (ou ainda: pantera parda, cougar, onça vermelha, catamounts ou leão-da-montanha), é um mamífero carnívoro, da família dos felídeos (Felidae) e gênero Puma, nativo da América. Foi originalmente classificada no gênero Felis, mas estudos genéticos demonstram que a espécie evoluiu em uma linhagem próxima à chita (Acinonyx jubatus) e ao gato-mourisco (Herpailurus yagouaroundi). É o mamífero terrestre com a maior distribuição geográfica no ocidente, ocorrendo desde a Columbia Britânica, no Canadá, até o extremo sul do Chile, habitando desde florestas densas, até áreas desérticas, com clima tropical ou subártico, exceto a tundra. É capaz de sobreviver em áreas extremamente alteradas pelo homem, como pastagens e cultivos agrícolas.
É o maior membro da subfamília dos felíneos (Felinae), medindo até 168 centímetros de comprimento, sem a cauda, e pesando até 103 quilos, com porte semelhante ao do leopardo (Panthera pardus), sendo o segundo maior felídeo das Américas. Possui coloração variando do cinzento ao marrom-avermelhado, com a ponta da cauda de cor preta, áreas laterais do focinho e ventre de cor brancas. Os filhotes nascem com manchas escuras na pelagem, que geralmente persistem até 14 semanas de idade. Possui as mais longas patas traseiras dentre os felinos. Vivem em média, entre 7,5 e 9 anos de idade.
É um animal solitário e mais ativo à noite. Alimenta-se predominantemente de cervídeos, mas pode variar a dieta, sendo considerado um predador oportunista. A presença de outros carnívoros influencia diretamente a escolha das presas e ambientes de caça. As áreas de vida variam de 50 a 1000 quilômetros quadrados, com machos sendo territoriais e possuindo grandes áreas se sobrepondo ao de várias fêmeas. As fêmeas possuem vários estros no ano, possuem uma gestação que dura entre 90 e 96 dias e geralmente nascem entre 3 e 4 filhotes, a cada 2 anos, aproximadamente.
A onça-parda não é considerada em risco de extinção pela União Internacional para a Conservação da Natureza e dos Recursos Naturais, mas já foi extinta em algumas localidades da América do Norte, Central e do Sul. As principais causas disso são a caça, seja por esporte ou retaliação por ataques ao gado, fragmentação e destruição do habitat, e em áreas muito populosas, atropelamentos. A dizimação dessas populações no leste dos Estados Unidos, na Flórida, é um bom exemplo dos efeitos deletérios do isolamento populacional. Apesar disso, existe uma tendência de recolonização do centro-leste norte-americano. Dado sua força e elegância, esse felino foi representado em inúmeras culturas americanas, mas nas sociedades ocidentais atuais, as relações muitas vezes são conflituosas, seja por ataques aos animais domésticos, seja por ataques aos seres humanos.

## Nomes populares e etimologia
Com a sua vasta área de distribuição, a onça-parda tem vários nomes e referências na mitologia dos indígenas americanos e na cultura contemporânea. Suçuarana é um termo com origem no tupi syuasuarána, através da junção de susua ("veado") e rana ("semelhante"), numa referência à semelhança da cor de seu pelo com a do pelo dos veados. Onça-parda também é uma referência à cor da pelagem, se contrapondo à outra onça, a onça-pintada. Os nomes onça-parda e suçuarana são mais difundidos nos estados do sudeste, sul e centro-oeste do Brasil, mas, na região nordeste, tais nomes também são citados. Nessa última região, onça-bodeira ou mossoroca são os nomes mais frequentemente usados. No Rio Grande do Sul, Paraná e Santa Catarina, pode ser chamada de leão-baio, outra referência à cor da pelagem. No Mato Grosso do Sul, também é conhecida por onça-vermelha. Jaguaruna é um termo oriundo da língua tupi, significando onça escura. Em Portugal, é mais conhecida como puma, termo oriundo do quíchua.
Onça veio do termo grego lygx, através do latim luncea e do italiano lonza. O nome científico, Puma concolor, é nome composto pelas palavras puma e concolor: esta última também é uma referência à cor do felino, significando "de cor uniforme", já que a palavra se refere a algo com a mesma cor em sua totalidade.
Nos Estados Unidos a onça-parda é chamada de "cougar" ou "leão da montanha". Desta forma, as denominações cougar, jaguaruna, leão-baio, leão-da-montanha, onça-parda, puma e suçuarana consistem apenas em distintos nomes adotados localmente para indicar os felinos desta mesma espécie.

## Taxonomia e evolução

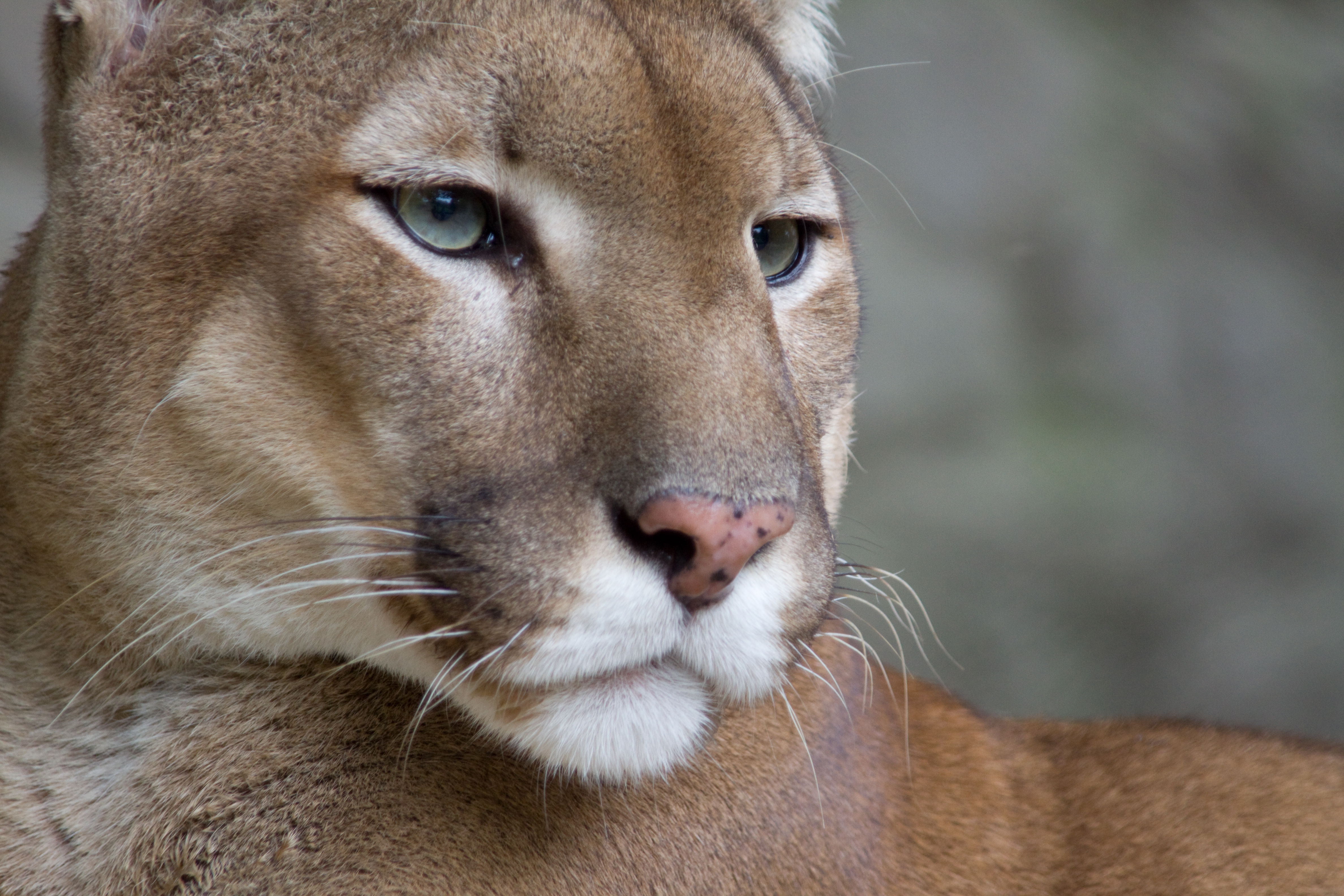
Junto com o gato-mourisco (P. yagouaroundi), a onça-parda é classificada no gênero Puma, que é evolutivamente próximo à chita (Acinonyx jubatus)

A onça-parda foi descrita por Lineu, em 1771, como Felis concolor. Foi reconhecido como pertencente ao táxon Puma por William Jardine em 1834, até então, um subgênero de Felis. Somente em 1973, Puma foi proposto como um gênero separado. Estudos moleculares corroboram a hipótese de que a onça-parda pertence tal classificação, demonstrando que ela evoluiu em uma linhagem diferente daquela do gênero Felis e isso é seguido pelas mais recentes classificações. Está classificada na subfamília dos felíneos (Felinae), apesar de possuir porte semelhante às espécies da subfamília dos panteríneos (Pantherinae).
A onça-parda é uma das 12 espécies de felídeos do Novo Mundo, que evoluíram em quatro linhagens distintas: a linhagem do gênero Leopardus (restrita à América Central e do Sul), a do gênero Lynx (restrita à América do Norte), a do gênero Panthera (com apenas uma espécie atualmente, a onça-pintada) e a do gênero Puma (da qual fazem parte a onça-parda e o gato-mourisco). A chita ou guepardo (Acinonyx jubatus) é o felídeo mais próximo do gênero Puma e provavelmente divergiu entre 5 e 8 milhões de anos atrás e se dispersou para África e Ásia. Outros autores sugerem que o ancestral comum (que era semelhante à chita) entre essas espécies evoluiu no Velho Mundo, migrando para as Américas e evoluindo para a onça-parda. No registro fóssil, o gênero Miracinonyx, que viveu entre 600 mil e 3,2 milhões de anos atrás, é muito semelhante à chita e sugerido como um importante elo entre o gênero Acinonyx e o gênero Puma. A onça-parda divergiu do gato-mourisco ou jaguarundi (Puma yagouaroundi) entre 4 e 5 milhões de anos atrás. Barnett et al (2005) considera o extinto M. trumani como mais próximo da onça-parda e essas espécies divergiram cerca 3,2 milhões de anos atrás.
Fósseis de onça-parda foram encontrados no México e Estados Unidos datando de até 20 mil anos, e na América do Sul, com até 30 mil anos. Porém, a onça-parda deve ter surgido na América do Norte, dado que o seu parente mais próximo, Miracinonyx, é encontrado apenas na América do Norte. É possível que populações ancestrais desses felinos chegaram na América do Sul entre 2 e 4 milhões de anos atrás, através do Grande Intercâmbio Americano. Apesar disso, as populações atuais de onça-parda na América do Norte descendem de poucos indivíduos fundadores descendentes de populações estabelecidas há 300 000 anos na América do Sul e Central. Provavelmente, esse felino foi extinto da América do Norte em um evento que eliminou quase 80% dos grandes vertebrados no fim do Pleistoceno e recolonizou a região cerca de 10 000 anos atrás.

### Variação geográfica e subespécies
Por conta de sua ampla distribuição geográfica, foram descritas muitas subespécies da onça-parda. Estudos de morfologia definiram cerca de 32 subespécies, mas estudos genéticos não corroboram essa ampla variação. Culver et al (2000), por meio de análise do DNA mitocondrial e de haplótipos de microssatélites, concluíram que geneticamente existem apenas seis subespécies. As 32 subespécies, distribuídas filogeograficamente, são:
- Grupo América do Norte (Culver et al considera apenas P. c. cougar Kerr, 1792):
  - P. c. azteca Merriam, 1901 - Arizona, Novo México; noroeste do México.
  - P. c. browni Merriam, 1903 - norte da Baja California;
  - P. c. californica May, 1896 - Califórnia;
  - P. c. Coryi Bangs, 1899 - Flórida;
  - P. c.cougar Kerr, 1792 - nordeste dos Estados Unidos;
  - P. c. hippotestes Merriam, 1897 - centro dos Estados Unidos;
  - P. c. improcera Philips, 1912 - sul da Baja California;
  - P. c. kaibabensis Nelson & Goldman, 1931 - Nevada e Utah;
  - P. c. mayensis Nelson & Goldman, 1929 - sul do México até El Salvador;
  - P. c. missoulensis Goldman, 1943 - noroeste do Canadá até noroeste dos Estados Unidos (Idaho e Montana);
  - P. c. olympus Merriam, 1897 - sudoeste do Canadá;
  - P. c. oregonensis Rafinesque, 1832 - Oregon e Washington;
  - P. c. schorgeri Jackson, 1955 - centro-oeste dos Estados Unidos;
  - P. c. stanleyana Goldman, 1936 - Texas e área adjacente no México;
  - P. c. vancouverensis Nelson & Goldman, 1932 - sudoeste do Canadá.
- Grupo América Central:
  - P. c. costaricensis Merriam, 1901 - da Nicarágua ao Panamá. Reconhecida por Culver et al (2000).
- Grupo Norte da América do Sul (Culver et al considera apenas P. c. concolor Lineu, 1771):
  - P. c. bangsi Merriam, 1901 - Andes colombianos;
  - P. c. concolor Lineu, 1771 - do leste da Venezuela, através das Guianas até o sul da Amazônia, no Brasil;[nota 1]
  - P. c. incarum Nelson & Goldman, 1929 - Andes peruanos;
  - P. c. osgoodi Nelson & Goldman, 1929 - centro da Bolívia;
  - P. c. soderstromi Lönnberg, 1913 - Andes equatorianos.
- Grupo Centro da América do Sul (Culver et al considera apenas P. c. cabrerae Pocock, 1940):
  - P. c. cabrerae Pocock, 1940 - noroeste da Argentina;
  - P. c. hudsoni Cabrera, 1957 - noroeste da Argentina.
- Grupo Leste da América do Sul (Culver et al considera apenas P. c. capricornensis Goldman, 1946):
  - P. c. acrocodia Goldman, 1943 - Mato Grosso, sudeste da Bolívia e o Chaco, no Paraguai e Argentina;
  - P. c. anthony Nelson & Goldman, 1931 - do sul da Venezuela ao norte do Brasil;
  - P. c. borbensis Nelson & Goldman, 1933 - Amazônia, no Brasil, Colômbia, Equador, e Peru;
  - P. c. capricornensis  Goldman, 1946 - sudeste do Brasil e nordeste da Argentina;
  - P. c. greeni Nelson & Goldman, 1931 - leste do Brasil.[nota 2]
- Grupo Sul da América do Sul (Culver et al considera apenas P. c. puma Molina, 1782):
  - P. c. araucanus Osgood, 1943 - sul do Chile e da Argentina;
  - P. c. patagonica Merriam, 1901 - sul da Argentina;
  - P. c. pearsoni Thomas, 1901 - Patagônia;
  - P. c. puma Molina, 1782 - centro do Chile e áreas adjacentes na Argentina.

Wozencraft, na terceira edição do Mammal Species of the World, lista os táxons como proposto por Culver et al (2000), apesar de considerar P. c. capricornensis como sinônimo de P. c. anthonyi. Dado os estudos genéticos que definiram apenas 6 subespécies da onça-parda, a distribuição geográfica de cada uma delas é diferente das 32 subespécies previamente consideradas: P. c. cougar ocorre ao norte da Nicarágua; P. c. costaricensis ocorre entre a Nicarágua e o Panamá; P. c. cabrerae ocorre nos Pampas argentinos; P. c. capricornensis ocorre no Brasil, a leste dos rios Paraná e Paraguai; P. c. concolor ocorre na Amazônia e oeste dos rios Paraná e Paraguai; e P. c. puma ocorre na Patagônia e extremo sul da Argentina e Chile.
Deve-se salientar, além disso, que algumas subespécies podem ter sido erroneamente nomeadas, como seria o caso de P. c. concolor e P. c. greeni: erros na identificação da localidade tipo e de quem nomeou primeiro são a razão para isso. Para alguns autores, P. c. concolor ocorre no leste do Brasil, onde era considerada a distribuição de P. c. greeni; e onde antes era considerada a ocorrência de P. c. concolor, deve-se considerar a existência de P. c. discolor.

## Distribuição geográfica ehabitat

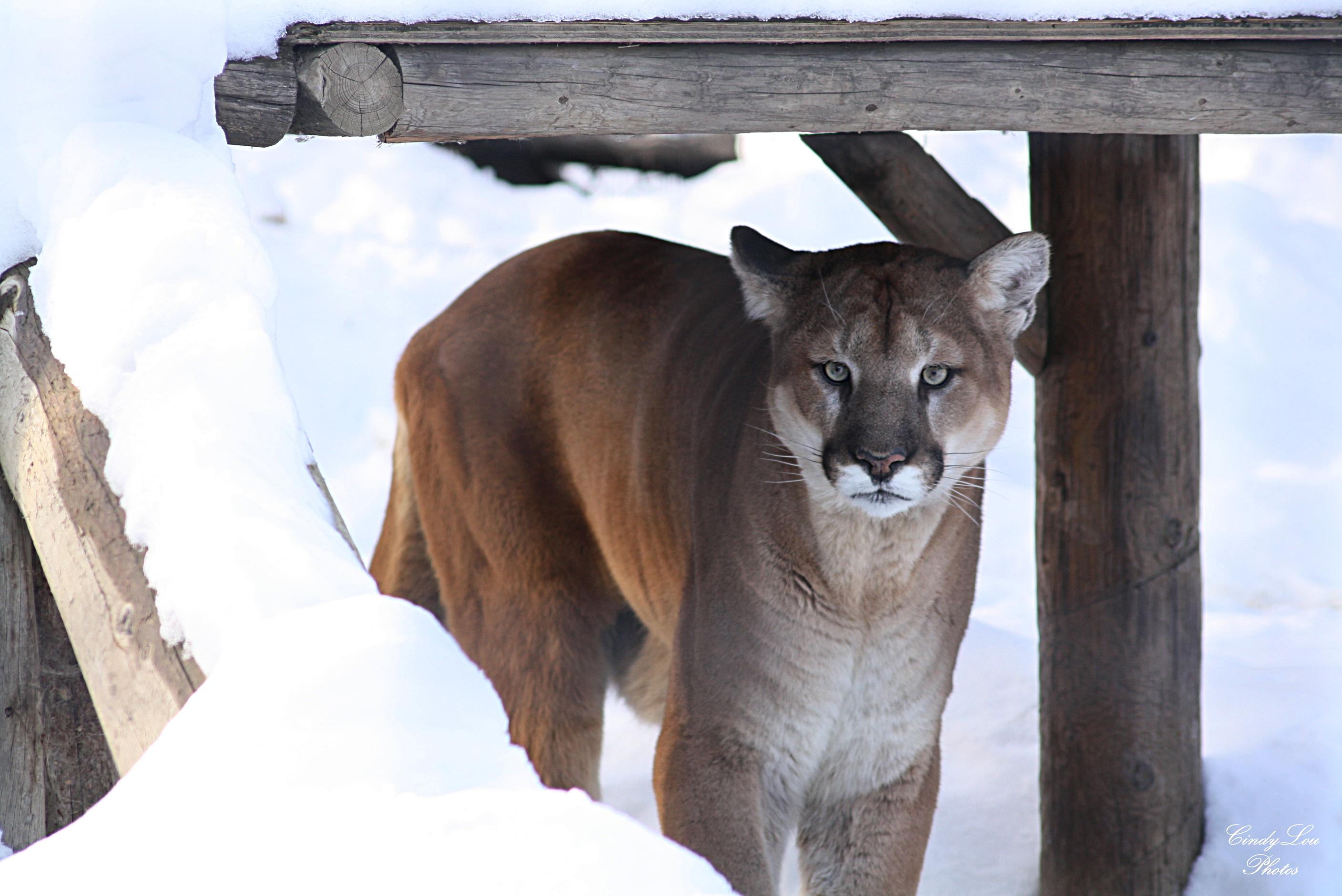
A onça-parda ocorre tanto em regiões tropicais como de clima mais frio

A onça-parda possui a maior distribuição geográfica entre os mamíferos terrestres do Ocidente. Historicamente, a espécie era encontrada desde a Columbia Britânica até o extremo sul do Chile, ocorrendo por quase todo o continente ao longo dessa distribuição, com exceção do Caribe e de algumas regiões desérticas do Chile. Recentemente, foi confirmada sua presença no território do Yukon, no Canadá. Apesar da presença da espécie na região ter sido suspeita desde 1944, somente em 2000 um espécime foi avistado e capturado no sudoeste de Yukon, e não é sabido se trata de uma população com baixíssima densidade ou de indivíduos de passagem.
A espécie foi extinta do leste dos Estados Unidos no fim dos anos de 1890, com exceção de uma pequena população isolada na Flórida, na região das Everglades Atualmente existem cerca de 20 mil a 40 mil onças pardas vivendo no oeste dos Estados Unidos. Não existem registros recentes da espécie na Nicarágua, El Salvador e Honduras, na América Central; e em várias regiões da Venezuela, Peru, Argentina e no Uruguai, na América do Sul. No Brasil, provavelmente está extinta da faixa litorânea que se estende desde o Maranhão até Sergipe, assim como em parte do leste da Bahia.
Dado sua ampla distribuição, a onça-parda possui grande adaptabilidade e ocorre em inúmeros habitats, desde áreas desérticas até densas florestas, áreas de clima tropical e subártico, do nível do mar até 5 800 metros de altitude, só não ocorrendo na tundra. Esse felino procura ocupar áreas com grande quantidade de locais em que seja possível criar emboscadas e com abundância de pelo menos uma espécie de animal de médio porte. Entretanto, não raro, a onça-parda pode ser encontrada em ambientes absolutamente sem vegetação, como desertos. Aparentemente, em algumas regiões dos Estados Unidos, a espécie está ocorrendo em habitats onde antes não ocorria, dado a introdução de espécies de cervídeos. Ela pode evitar áreas em que ocorre a onça-pintada (Panthera onca), ocupando, muitas vezes, áreas mais secas e abertas quando comparadas com o habitat da onça-pintada.
É tolerante a alterações do ambiente provocadas pelo homem e se não caçada, pode existir em áreas altamente fragmentadas. Áreas de habitat conectados com baixa cobertura vegetal e reflorestamentos com níveis intermediários de distúrbios também são viáveis para a espécie. No nordeste do estado de São Paulo foi constatado que ela utiliza fragmentos tão pequenos quanto 30 ou 14 hectares, apesar de em outras regiões da Mata Atlântica não utilizar fragmentos menores que 300 hectares. Mesmo assim, pode ser encontrada em pastagens, plantações de cana-de-açúcar e de Eucalyptus.

## Descrição

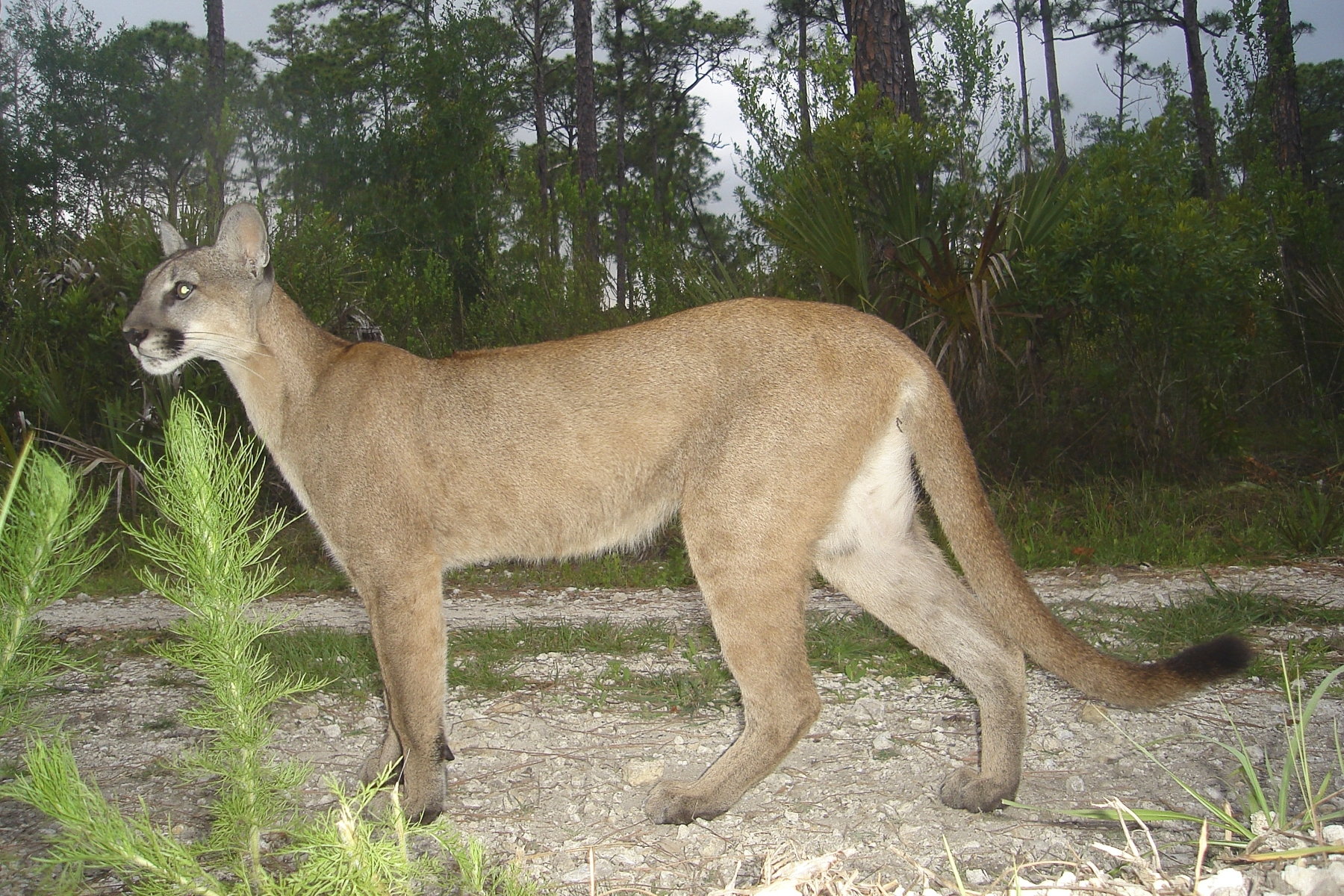
A onça-parda tende a ter um porte esguio

É um felídeo de grande porte, sendo o maior membro da subfamília dos felíneos (Felinae), medindo entre 86 e 168 centímetros de comprimento sem a cauda. Tem entre 65 e 75 centímetros na altura da cernelha. Os machos pesam entre 53 e 72 quilos e as fêmeas são menores, pesando entre 34 e 48 quilos. Já houve o registro de um macho excepcionalmente pesado, com 120 quilos. As populações que ocorrem nos extremos latitudinais tendem a ser maiores que aquelas que ocorrem nas regiões equatoriais: no Peru, foi registrada uma média de 28 a 30 quilos para machos, ao passo que indivíduos no Chile ou Canadá, pesam entre 65 e 85 quilos. Provavelmente, isso tem relação causal com o tamanho das presas ingeridas nessas diferentes latitudes e com a presença da onça-pintada (Panthera onca), de maior porte. Seu porte é semelhante ao do leopardo (Panthera pardus), sendo o segundo maior felídeo das Américas.

É o maior membro da subfamília dos felíneos

A onça-parda tende a ter um porte esguio e as pernas traseiras são relativamente longas, sendo as mais longas em comparação aos outros felídeos. Provavelmente, tal conformação é uma adaptação a grandes saltos. A onça-parda é capaz de pular até 5,5 metros de altura. A cauda é longa, cilíndrica, com um formato de "J", tendo cerca de um terço do comprimento do corpo, medindo entre 60 e 97 centímetros de comprimento. Possuem garras retráteis, que não ficam totalmente embainhadas quando em repouso, o que é mais semelhante aos pequenos felinos do que aos grandes felinos da subfamília Pantherinae. A pegada é parecida com do cachorro-doméstico, mas geralmente não apresentam as marcas das garras. Além disso, possui um formato mais arredondado e presença de três "lobos" na região do calcanhar. As marcas dos dedos também são mais espaçadas, assimétricas e comparativamente menores com relação à almofada plantar quando comparadas com as pegadas de cães. A pegada da onça-parda também é semelhante a da onça-pintada (Panthera onca), mas as marcas dos dedos são mais finas e pontudas, e o comprimento é maior que a largura.
A pelagem varia do acinzentado claro até o marrom-avermelhado no dorso, com as regiões ventrais de cor mais clara, quase branco. A lateral do focinho, atrás das orelhas e a ponta da cauda é de cor preta ou marrom-escuro. A região medial do focinho e o queixo são brancos. O melanismo foi pouco registrado na espécie e raros casos foram reportados somente em animais na América do Sul. O albinismo é considerado mais raro ainda. Os filhotes possuem rosetas irregulares ao longo do corpo, que possui coloração mais fosca. Esse padrão de coloração persiste durante as primeiras 12 ou 14 semanas, mas as manchas podem persistir de forma mais discreta até cerca de 1 ano de idade. Já foram observados indivíduos com três anos de idade em que ainda apresentava listras escuras na parte superior dos membros anteriores. A cor das pupilas também é diferente nos filhotes, sendo azuis nos recém-nascidos e se tornando acinzentadas ou douradas no adulto. As orelhas são arredondadas e sem tufos, o que permite distinguir de outros felinos, como os linces. Possui 8 mamilos na região ventral, porém apenas 6 são funcionais. A língua é coberta por papilas ásperas. O sexo é difícil de ser determinado, dado que a onça-parda não possui um pênis distinto externamente e os testículos não estão evidentemente fora do corpo no escroto. Em animais juvenis e filhotes a determinação é mais difícil ainda.
O crânio é relativamente pequeno (medindo entre 15,8 e 23,7 centímetros de comprimento) e o osso nasal possui formato convexo, o que permite diferenciar do crânio da onça-pintada (Panthera onca), que além de maior, possui um formato côncavo do osso nasal. Ele também continua crescendo em comprimento mesmo na idade adulta, com o crescimento persistindo até os 7 e 9 anos de idade nos machos, e 5 e 6 anos nas fêmeas. Apesar do crânio ser de tamanho semelhante às espécies da subfamília Pantherinae, a onça-parda retém as proporções dos membros da subfamília dos felíneos, sendo semelhante ao gênero Lynx. Apesar de geneticamente a onça-parda ser mais próxima do gato-mourisco (Puma yagouaroundi), o crânio é mais semelhante ao da chita (Acinonyx jubatus), compartilhando com esta espécie o crânio menos alongado e expandido, com arco zigomático expandido.

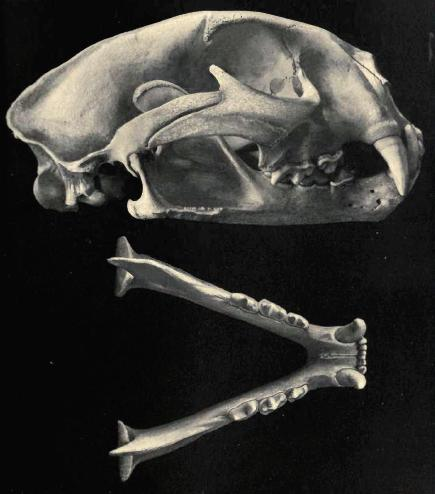
Crânio e mandíbula

A mandíbula é maciça e estruturada de tal forma, que apenas é possível o movimento de abre e fecha. A fórmula dentária é {\displaystyle {\tfrac {3.1.3.1}{3.1.2.1}}\times 2=30}, e os caninos são relativamente pequenos e de formato cônico, sem sulcos. O diâmetro dos caninos nos machos é maior que nas fêmeas, tendo mais de 12,5 milímetros. O comprimento também é maior, sendo maior que 30 milímetros em machos adultos. O terceiro pré-molar é relativamente desenvolvido, ao contrário do quarto pré-molar e do único molar. Como outros felídeos, possui as clavículas bem desenvolvidas, contrastando com a maior parte dos carnívoros. Os dentes possuem seu maior tamanho quando possuem cerca de 2 anos de idade e ao longo do envelhecimento, o desgaste dos dentes diminui seu tamanho. A onça-parda possui carniceiros bem desenvolvidos e os utiliza para cortar e mastigar partes duras. A dentição decídua pode persistir até 16 meses de idade.
Possui um estômago simples, como os outros felídeos, sendo capaz de armazenar até 10 quilos de comida e o ceco é pequeno. Apesar do grande porte, não é capaz de rugir, por falta da laringe e osso hioide especializados neste tipo de vocalização, como em Panthera. O aparato hioide é inserido próximo à base do crânio e não está ligado por músculos no pescoço.

A onça-parda possui 38 cromossomos, sendo apenas um par, acrocêntrico, com o restante dos pares sendo metacêntricos. A espécie pode hibridizar com outras espécies de felídeos, como a jaguatirica (Leopardus pardalis), o leopardo (Panthera pardus) e a onça-pintada (Panthera onca), mas isso foi relatado apenas em cativeiro.

## Ecologia e comportamento
Assim como a maior parte dos felídeos, a onça-parda é bem solitária, com o pico de sua atividade no crepúsculo ou à noite, descansando no resto do dia. Na Flórida, as onças são mais ativas entre 1 e 7 da manhã, e entre as 18h e 22h. Apesar disso, é possível encontrá-la caçando durante o dia, dependendo de qual é o comportamento de suas presas em determinada região. Muitas vezes, fêmeas com filhotes caçam durante o dia. Entretanto, em ambientes com alta densidade e atividades humanas, a onça-parda é praticamente noturna.

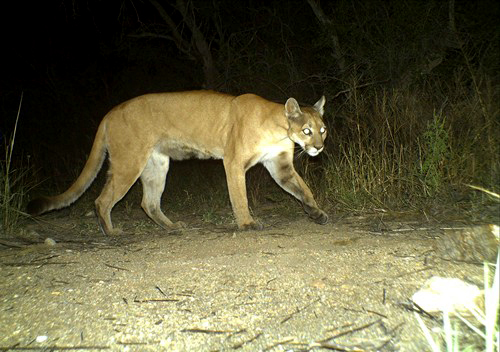
A onça-parda se torna exclusivamente noturna em ambientes perturbados pelo homem

Existem poucos estudos sobre as distâncias percorridas pela onça-parda em suas atividades diárias, mas os machos geralmente andam distâncias maiores que as fêmeas, principalmente se estas têm filhotes. No Novo México, dois machos percorreram distâncias entre 5,2 e 7,9 quilômetros em um dia, enquanto que as fêmeas percorreram distâncias entre 1 e 3,2 quilômetros. Já foi reportado o caso de um macho que percorreu até 32 quilômetros em uma única noite. Embora grande parte desse deslocamento seja feito no solo, a onça-parda é uma excelente escaladora e é capaz de nadar grandes distâncias.

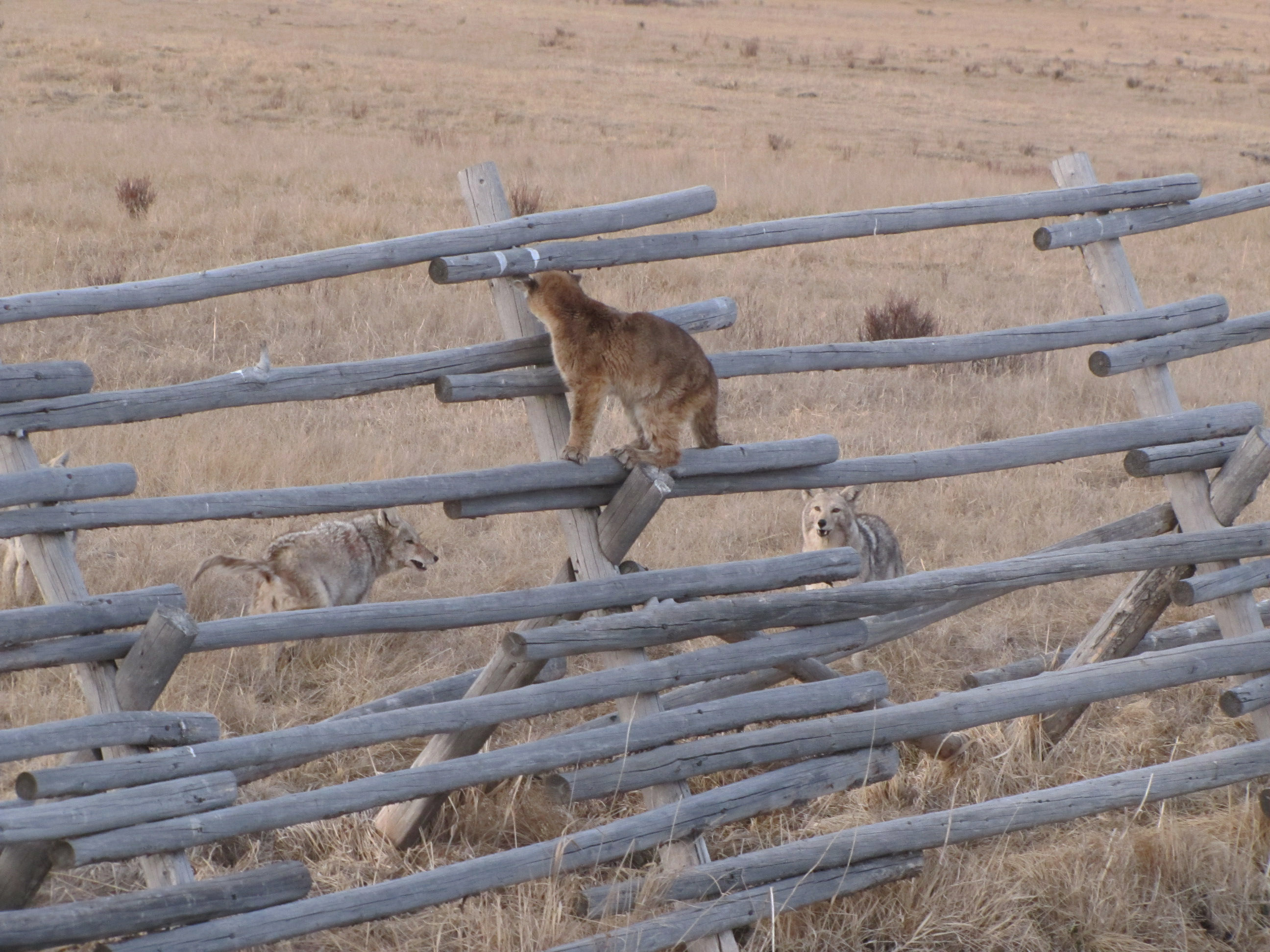
Onças-pardas jovens estão vulneráveis a predação de grandes carnívoros. Na imagem acima, um par de coiotes acuam uma jovem onça.

Dado seu grande porte, é considerada um superpredador, e por isso, tem um importante papel no controle populacional de mesopredadores, de porte menor. Há controvérsia sobre o efeito da predação de onça-parda nas populações de grandes mamíferos herbívoros: embora ela cace espécies de grande porte como o alce (Alces alces) e o uapiti (Cervus canadensis), ela não parece influenciar no tamanho populacional dessas espécies.
Frequentemente, coexiste com outros predadores e a competição com essas espécies pode ser maior ou menor, dependendo do ambiente e abundância de presas. Na América do Norte, durante o inverno, existe maior competição com o lobo (Canis lupus), coiote (Canis latrans) e o lince-pardo (Lynx rufus); na América do Sul, a competição com a onça-pintada (Panthera onca) é frequente, apesar de que muitas vezes, a onça-parda optar por ambientes mais secos e presas menores, havendo pouca sobreposição na dieta desses felinos. Interessantemente, a presença de outros predadores pode facilitar o acesso a algumas presas: a presença de lobos, em Montana, faz com que o cariacu (Odocoileus virginianus) prefira áreas mais densas e florestadas, o que facilita a caçada desses cervídeos pela onça-parda. Em contrapartida, as onças podem evitar caçar em locais mais abertos e descampados, onde predominam lobos e que podem ser potenciais predadores quando em bandos, principalmente de filhotes.
A competição com outras espécies de carnívoros se dá muitas vezes de forma indireta, quando coiotes ou linces se alimentam de carcaças mortas pela onça-parda. É possível que carnívoros maiores, como o urso-pardo (Ursus arctos), possam matar uma onça em confrontos diretos.

### Dieta e estratégias de caça
A onça-parda é um animal essencialmente carnívoro e ao longo de sua distribuição geográfica, é um importante predador de cervídeos: na América do Norte, se alimenta principalmente das espécies do gênero Odocoileus; e na América do Sul, das espécies do gênero Blastocerus, Hippocamelus e Mazama. Entretanto, a onça-parda é um predador oportunista pois muda sua dieta alimentar de acordo com a disponibilidade de presas no ambiente, podendo se alimentar até mesmo de répteis, aves, peixes e insetos.

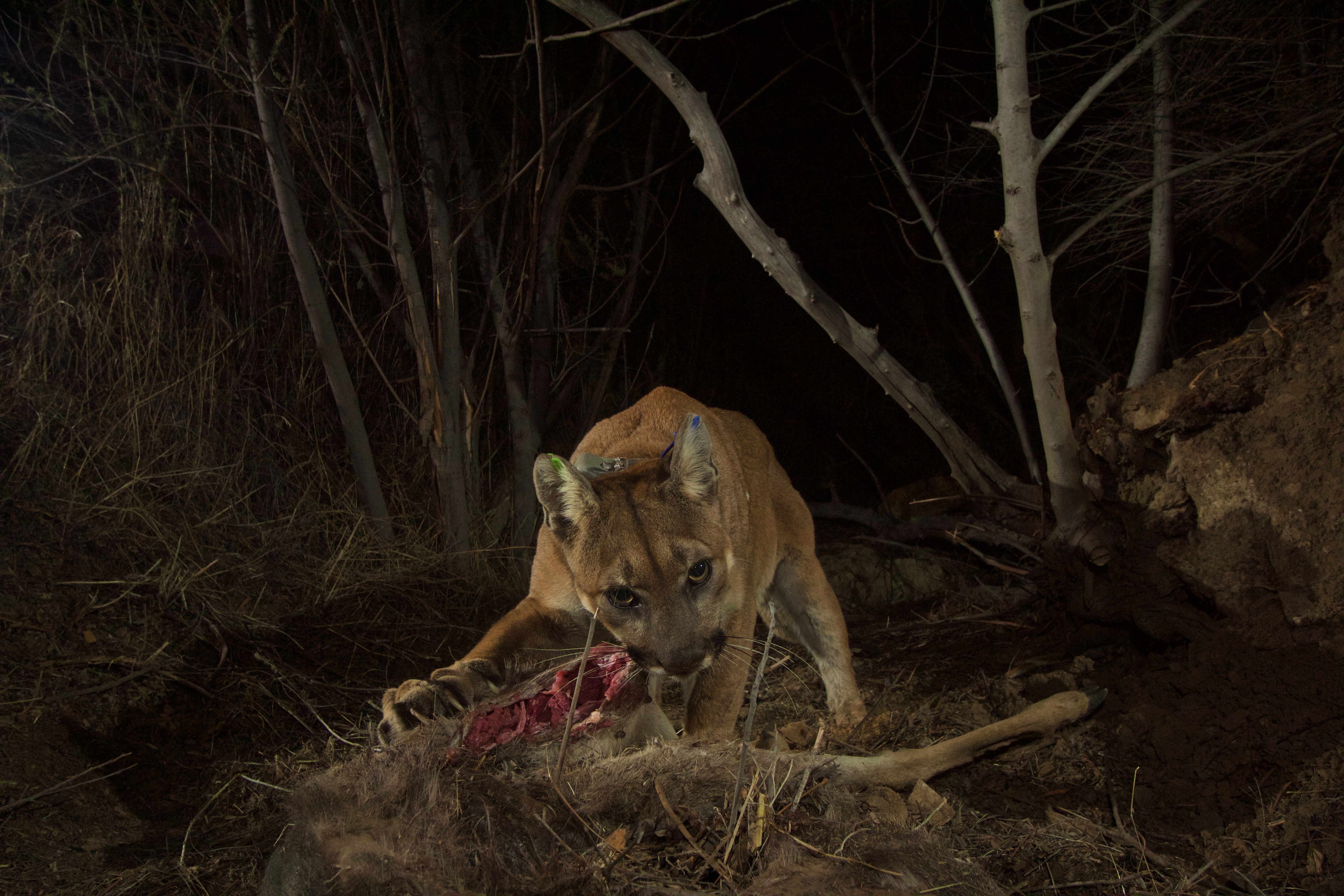
Em muito dos locais que habita, a onça-parda se alimenta principalmente de cervídeos

As presas abatidas pela onça-parda na América do Norte tendem a ser maiores que aquelas abatidas nas Américas Central e do Sul: no norte, a espécie se alimenta principalmente de cervídeos pesando entre 39 e 48 quilos, enquanto que mais ao sul, sua dieta compõe-se de indivíduos entre 1 e 15 quilos. A dieta na América do Norte também tende a ser menos diversificada predominando os cervídeos, enquanto que nas Américas Central e do Sul, ela é mais diversa e oportunista. Dado esse oportunismo, nas Américas Central e do Sul, a onça-parda pode atacar animais de grande porte como o guanaco (Lama guanicoe), a capivara (Hydrochoerus hydrochaeris), a ema (Rhea americana), cavalos e o gado bovino.
A presença da onça-pintada parece influenciar no porte das presas da onça-parda, que tendem a ser menores em locais em que existe o grande felino malhado. Isso se reflete mesmo nos ataques realizados aos animais domésticos: enquanto a onça-pintada ataca cavalos, jumentos e o gado bovino adulto, a onça-parda ataca principalmente caprinos, ovinos, suínos e bezerros com até 1 ano de idade. Por caçar em ambientes mais secos do que os da onça-pintada, a onça-parda acaba preferencialmente atacando cervídeos (como ocorre na América do Norte), enquanto que mamíferos que vivem próximos a cursos d'água como a anta (Tapirus terrestris) e a queixada (Tayassu pecari) são preferencialmente atacados pela onça-pintada. Roedores como a paca (Cuniculus paca) e a cutia (Dasyprocta sp) também são importantes na dieta da onça-parda.
Apesar de se alimentar muitas vezes de ungulados terrestres, a onça-parda pode se alimentar de animais arborícolas, principalmente de primatas de porte médio, como bugios (Alouatta sp) e macacos-aranhas (Ateles sp). Primatas tendem a ser predados mais pela onça-parda do que pela onça-pintada. Como todo superpredador, a onça-parda se alimenta de mesopredadores como o quati (Nasua nasua), mão-pelada (Procyon cancrivoros) e Lobo-guará(Canis jubatus), apesar de a onça-pintada ser o principal predador desses animais.
Também caça outros predadores como por exemplo : Linces (Lynx rufus), Coiotes (Canis latrans), Raposas (Vulpes vulpes) e até grandes predadores como Lobos (Canis lupus) e jovens Ursos-pardos (Ursus arctos).
Como outros felídeos, utiliza a visão e audição para caçar. Quando está caçando, seus deslocamentos são mais longos e persistentes, mas param e sentam-se frequentemente, sempre atentas à presença de alguma presa. Quando esta é avistada, o felino a persegue por distâncias curtas ou arma uma emboscada: a onça-parda corre somente em alta velocidade curtas distâncias e o sucesso de sua caçada é maior se ela consegue se aproximar a menos de 2 metros da presa antes de persegui-la. Ao caçar cervídeos a perseguição é rápida e ocorre entre 10 e 15 metros a partir do local de contato. O ataque é feito geralmente na região da face e pescoço: a região da garganta é o sítio preferencial quando a onça-parda ataca grandes presas, como o alce (Alces alces) e o carneiro-selvagem (Ovis canadensis). Presas menores, incluindo outras onças, são atacadas preferencialmente na parte de trás da cabeça ou nas vértebras cervicais.
Após matar a presa, a onça-parda começa a se alimentar logo após as costelas, retirando o estômago e os intestinos, que raramente são consumidos. Após a retirada dessas vísceras, esse felídeo se alimenta dos pulmões, do coração, e do fígado e da musculatura das patas posteriores, a partir da região ventral. Como muitas vezes mata animais grandes demais para serem consumidos de uma vez, a onça esconde a carcaça sob folhas e terra, de forma a poder se alimentar em outras ocasiões. Tal comportamento na alimentação é característico da onça-parda, diferenciando da onça-pintada, que nunca cobre as carcaças sob folhas e geralmente começa a se alimentar das porções mais anteriores do animal abatido, deixando, muitas vezes, a parte posterior intacta. Deve-se salientar que bezerros com até 2 meses de idade podem ser ingeridos totalmente na primeira alimentação.

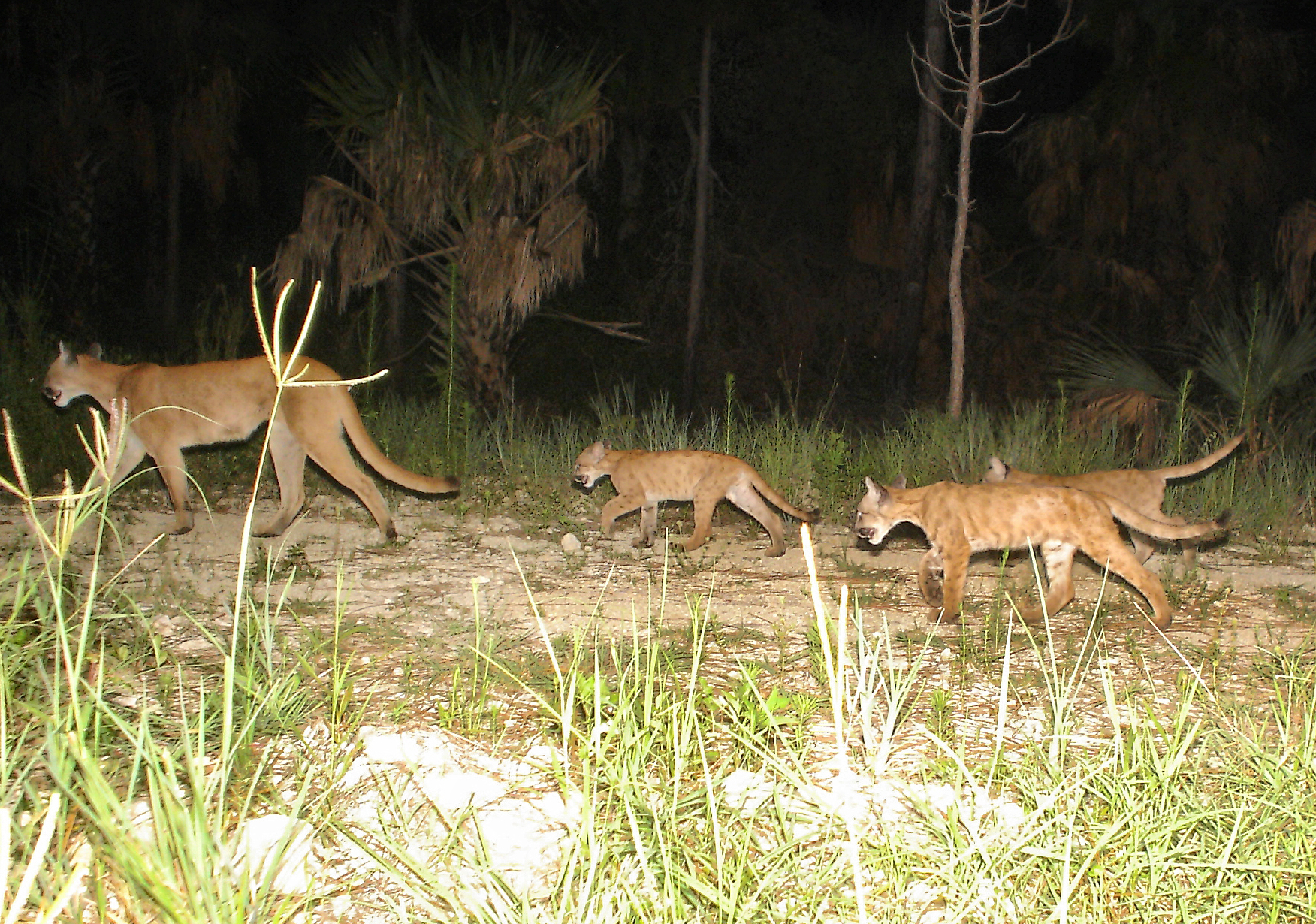
Fêmea com filhotes é a unidade social mais estável na onça-parda

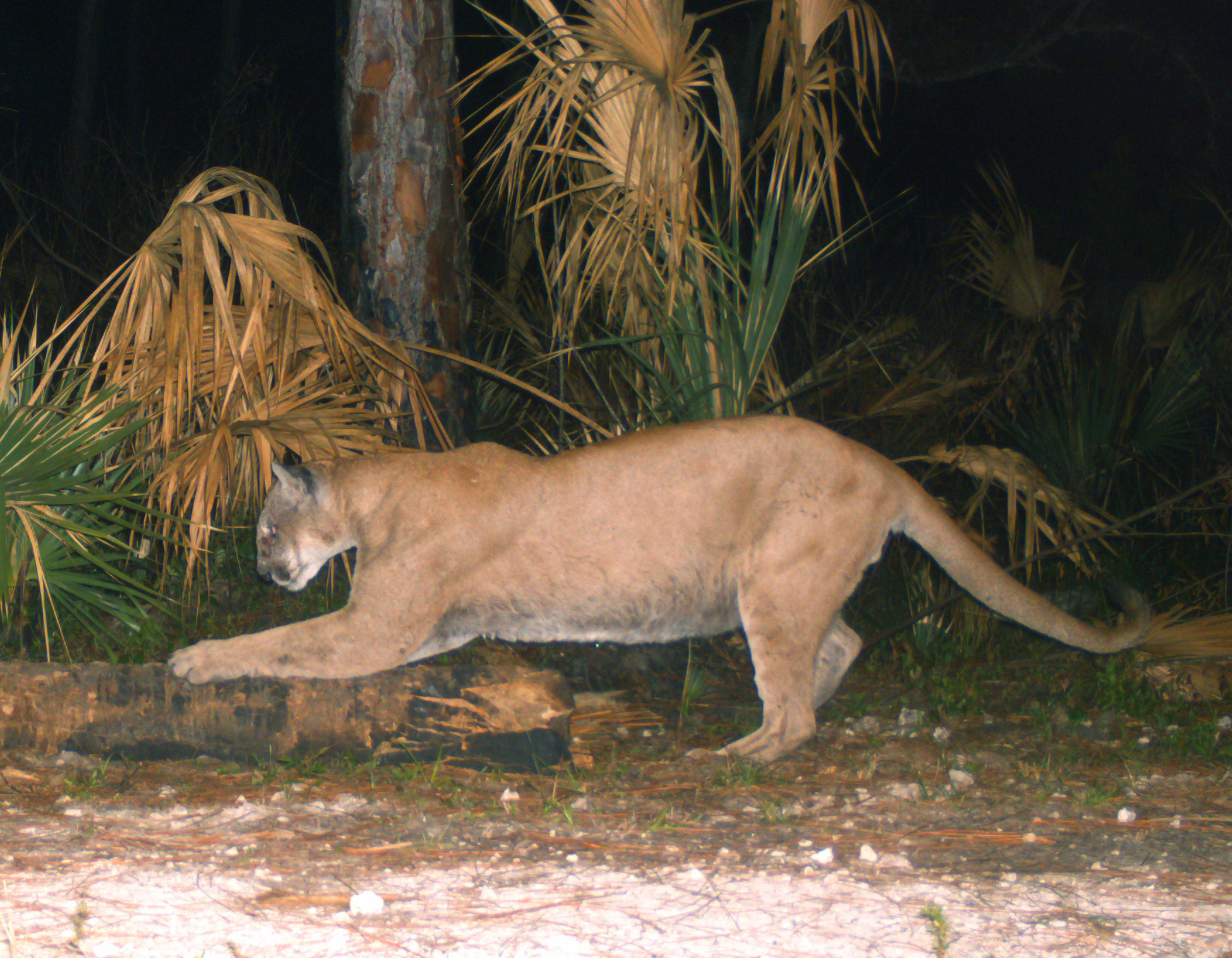
Os machos marcam território arranhando troncos e o solo

Seja por qual parte começa a ingerir a presa, a onça-parda se alimenta sentada, apoiada sobre as patas traseiras. Embora seu estômago possa comportar até 10 quilogramas, ela geralmente consome entre 2,2 e 2,7 quilogramas de carne por dia, para as fêmeas, e entre 3,4 e 4,3 quilogramas para os machos. Em muitos zoológicos, a quantidade de carne dada está entre 1,6 e 5,5 quilogramas de carne, e em liberdade, já foi reportado um macho que comia até 7,2 quilogramas de carne por dia.

### Território e comportamento social
Como a maior parte dos felídeos, a onça-parda é geralmente uma caçadora solitária. Fêmeas com filhotes dependentes é a unidade social mais estável na onça-parda, durando até o momento que os filhotes se tornam subadultos. Machos podem se associar com fêmeas que possui filhotes, mas eles não cooperam no cuidado com os filhotes. Por muito tempo, não foram observadas adultos se associando com outros do mesmo sexo e assumia-se que encontros sociais na onça-parda eram extremamente transitórios e casuais. Após estudos com armadilhas fotográficas e coleiras com GPS no Parque Nacional de Yellowstone e arredores, constatou-se que a vida social da onça-parda é complexa, com adultos podendo se tolerar e compartilhar alimentos, formando uma hierarquia, geralmente encabeçada por um macho e fêmeas adultas. A presença do macho parece ser preponderante para a estabilidade dessas unidades sociais que habitam um vasto território.
A área de vida varia de 50 quilômetros quadrados a mil quilômetros quadrados, variando de acordo com a produtividade do ambiente, abundância de presas e estações do ano. Os territórios dos machos são maiores que das fêmeas e acabam se sobrepondo sobre o maior número possível de áreas de fêmeas. Esses territórios tendem a ser de 1,5 a 3 vezes maiores: na América do Norte, a área de vida dos machos varia de 170 a 700 quilômetros quadrados, ao passo que a das fêmeas varia de 55 a 300 quilômetros quadrados. Na América do Sul, os valores tendem a ser menores no Pantanal (entre 32 e 155 quilômetros quadrados) e no Parque Nacional das Emas (entre 41 a 428 quilômetros quadrados).
Os machos são extremamente territoriais e o encontro entre dois machos pode resultar em uma combate capaz de levar a morte de um deles. Apesar disso, existe substancial sobreposição entre os territórios dos machos, que acabam evitando as áreas que são compartilhadas. A fim de demarcar o território e sinalizar a presença para outros machos e até mesmo para fêmeas, a onça-parda arranha troncos de árvores e o solo. Apesar de não investir diretamente no cuidado com a prole, a territorialidade impede que machos intrusos possam atacar e eventualmente matar filhotes de fêmeas dentro do território. Dado a vantagem adaptativa que os machos possuem em demarcar grandes territórios englobando várias fêmeas, eles tendem a dispersar mais longe de suas áreas natais: eles podem dispersar até cerca de 280 quilômetros de onde nasceram, ao passo que as fêmeas raramente dispersam para tão longe, dispersando, em média, cerca de 32 quilômetros. Visto esse padrão de dispersão, pode-se considerar que as fêmeas formam matrilíneas em uma dada região, visto haver uma leve filopatria das fêmeas. O período do ciclo estral e a presença de filhotes influenciam nos movimentos das fêmeas e tamanho de áreas de vida, limitando-os. Outro fato diferente do observado entre os machos, é que as áreas de vida das fêmeas se sobrepõem muito mais e com de mais indivíduos.
Apesar de solitária, a onça-parda possui uma ampla variedade de vocalizações, utilizadas em contextos agonísticos, sexual e parental. Rosnados, sopros e assobios são emitidos principalmente quando existe algum encontro agressivo; mãe e filhotes podem ronronar juntos, sinalizando satisfação; filhotes também podem miar, assobiar e emitir sons parecido com piados, a fim de solicitar alimento; em um contexto sexual, as fêmeas podem gritar de forma semelhante aos gatos. Para sinalizar territorialidade (nos casos dos machos) e identidade sexual, a onça-parda pode uivar, emitindo um som que pode ser pronunciado como iaul. Apesar do grande porte, não é capaz de rugir.
Além das vocalizações, a comunicação entre as onças-pardas se dá por meio de sinais visuais, como os arranhões feitos pelos machos, e sinais olfatórios, como urina, fezes e o próprio cheiro do pelo, quando o animal se esfrega em determinado local. Entretanto, o significado de cada um desses sinais ainda foi pouco investigado: muitas vezes, os arranhões podem ser apenas uma forma de afiar as garras, mas o cheiro deixado no local e a marca feita acaba sendo um sinal. Interessantemente, as fêmeas urinam ao detectarem marcas de arranhões feitas por machos, além de vocalizar nos arredores.

### Reprodução e ciclo de vida
A maior parte do que se sabe sobre o estro e ciclo reprodutivo da onça-parda provém de animais em cativeiro. A ovulação parece ocorrer durante 7 e 8 dias, mas pode variar entre 4 e 12 dias, em um ciclo que varia entre 12 e 16 dias em animais em cativeiro e entre 3 e 4 meses em liberdade. Caso os filhotes nasçam mortos ou sejam removidos, em poucas semanas a fêmea inicia um novo estro.

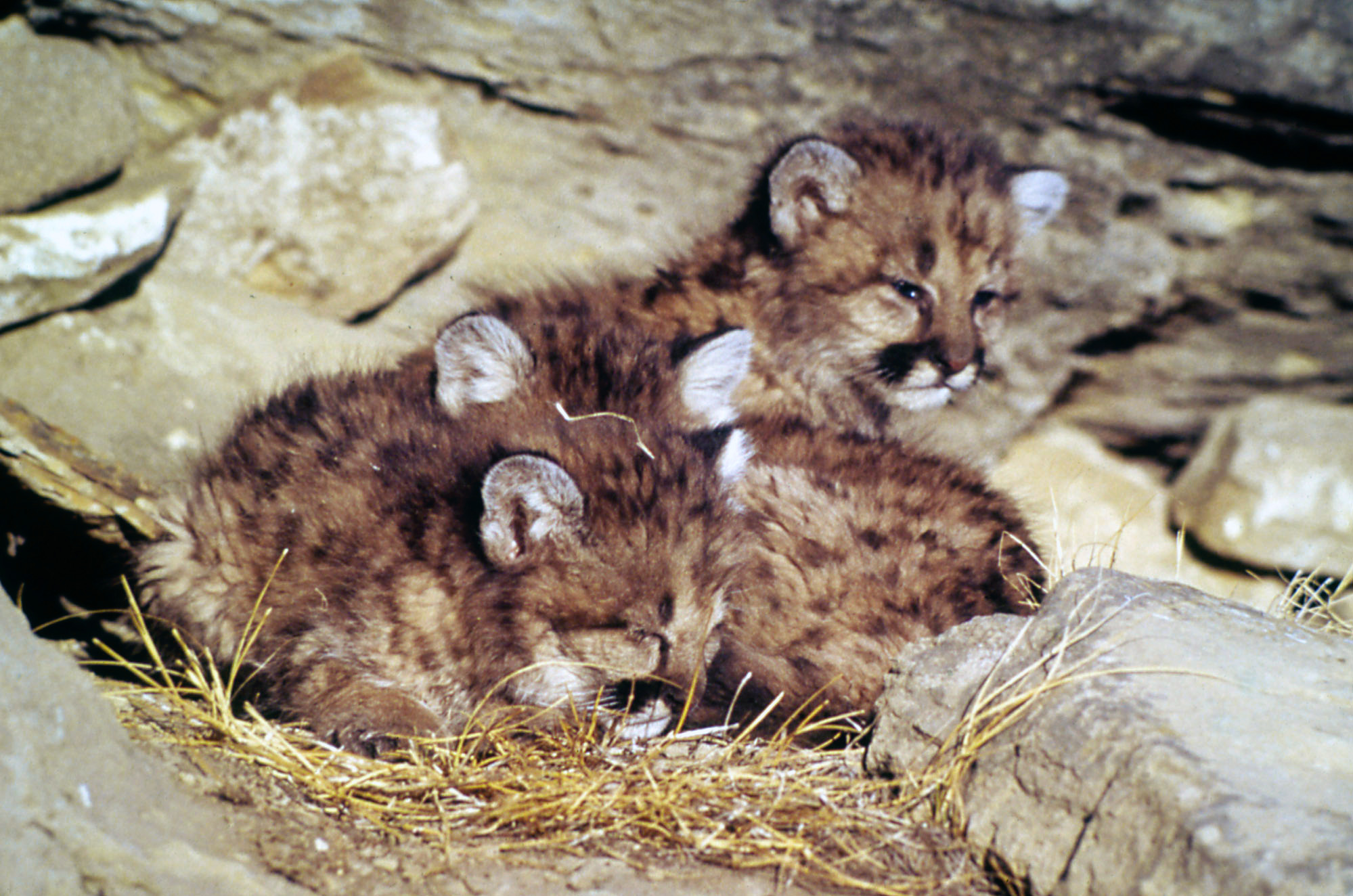
Os filhotes nascem pesando entre 226 e 453 gramas

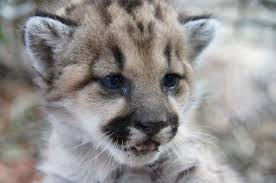
As manchas na pelagem persistem até os 3 ou 4 meses de idade

A onça-parda possui um sistema de acasalamento promíscuo, visto que as fêmeas podem copular com vários machos, e vice-versa. O comportamento no acasalamento é semelhante ao dos outros felídeos, com as fêmeas apresentando, inicialmente, uma mistura de agressividade e proceptividade. A cópula dura menos de um minuto, como em outros grandes felinos: entretanto, ela é feita repetidas vezes em um curto período de tempo e a ovulação é induzida à medida que aumenta a frequência de cópulas. A fecundação, assim como outros felinos, ocorrem em taxas baixas, como foi observado no Novo México, das cerca de 147 cópulas observadas, apenas 33 resultaram em filhotes.
A gestação dura entre 90 e 96 dias, e o número de filhotes que nascem varia de 1 a 6, mas é mais comum nascerem 3 ou 4 filhotes por parto. Nascimentos podem ser observados durante o ano todo, mas na América do Norte, em regiões que o inverno é mais rigoroso, eles podem ocorrer preferencialmente entre abril e setembro. No sul do Chile, os nascimentos podem se concentrar entre fevereiro e julho. As fêmeas dão à luz cada 12 ou 34 meses, porém, em média, os intervalos de nascimento variam entre 17 e 20 meses. Deve-se salientar que nem todas as fêmeas se reproduzem numa dada população e foi registrado que no Novo México, apenas cerca de 75% das fêmeas deixam filhotes.
Os filhotes nascem pesando entre 226 e 453 gramas, possuindo manchas que persistem até os 3 ou 4 meses de idade. Os olhos abrem com cerca de 2 semanas, quando são capazes de brincar e interagir com seus irmãos. São amamentados até os 3 meses de idade, mas já se alimentam de carne com cerca de 6 semanas. Com seis meses de idade os filhotes acompanham a mãe em suas caçadas, mas não fazem isso todas as vezes. A independência dos filhotes não ocorre antes de um ano de idade, mas foi reportado filhotes que se tornaram órfãos com 7,5 e 9,8 meses de idade e sobreviveram. Entre 1,5 e 2,5 anos de idade, os indivíduos podem ser classificados como "subadultos", dado que são independentes da mãe, mas ainda não se reproduzem efetivamente. A maturidade sexual é alcançada cerca de 2 anos para os machos, mas estes só se reproduzem depois dos 3 anos de idade. As fêmeas se reproduzem antes e a que teve a reprodução mais precoce documentada possuía 18 meses de idade. Entretanto, já foi registrado uma fêmea que se reproduziu apenas com 43 meses de idade.

A longevidade em liberdade é desconhecida, mas em cativeiro, ela varia de 4 até 19,5 anos. Calcula-se que em média, a onça-parda viva entre 7,5 e 9 anos, mas poucos indivíduos conseguem alcançar tal idade em liberdade. Houve um caso, aparentemente excepcional, de uma fêmea que possuía 15 anos de idade, em estado selvagem, no sul do Brasil.

## Conservação

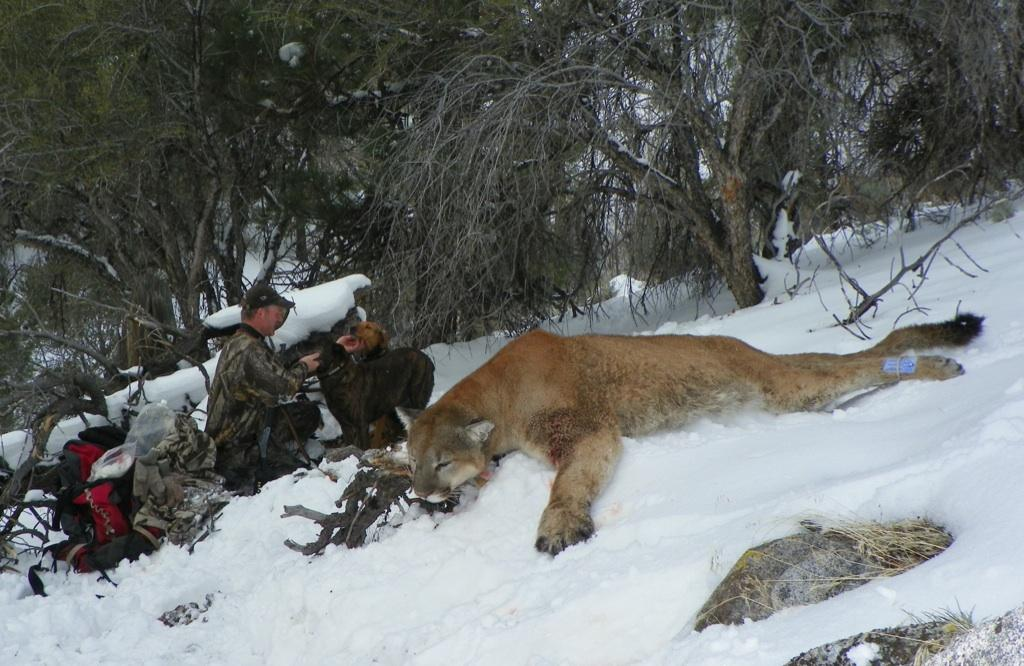
A caça é regulamentada em muitos estados norte-americanos, como em Nevada

Visto sua ampla distribuição geográfica e adaptabilidade, sendo capaz de habitar áreas altamente perturbadas pelo homem, a União Internacional para a Conservação da Natureza e dos Recursos Naturais considera o estado de conservação da onça-parda como "pouco preocupante". Está listada no apêndice II da Convenção sobre o Comércio Internacional das Espécies da Fauna e da Flora Silvestres Ameaçadas de Extinção. As populações que ocorrem na América Central e leste da América do Norte são listadas no apêndice I.
Existe uma tendência de queda nas populações desse felino, que está estimada entre 3 500 e cinco mil animais no Canadá, nos Estados Unidos a uma estimativa entre 20 000 a 40 000 pumas, os estados de Califórnia e Oregon são os únicos onde a caça desse animal é proibido por lei. De forma geral, é considerado que a densidade populacional de onças na América do Norte está entre 0,8 e 2,2 animais a cada 100 quilômetros quadrados. A espécie foi extinta em grande parte de sua ocorrência na América do Norte (que foi reduzida em mais de 50%), e no leste desse continente, ocorre apenas uma população relictual na Flórida.
Na América do Sul, as populações são certamente maiores, mas existem poucos dados disponíveis. As estimativas de densidade são frequentemente maiores do que aquelas reportadas para a América do Norte: no Pantanal elas chegam a até 4,4 onças por 100 quilômetros quadrados; na Patagônia, estão entre 2,5 e 3,5 a cada 100 quilômetros quadrados; e até 19,4 onças por 100 quilômetros quadrados na Bolívia. Em áreas desérticas da Argentina, a densidade é muito menor: estima-se entre 0,5 e 0,8 onças a cada 100 quilômetros quadrados. Poucos dados existem para a Amazônia e para a maior parte da América Latina. Apesar de muitos trabalhos considerarem que a onça-parda ocorra por todo esse continente, em pelo menos 40% dessa distribuição ela está seriamente ameaçada. Está severamente ameaçada no centro do México, El Salvador, Nicarágua, em alguns locais da Venezuela, Peru, Uruguai e Argentina.
No Brasil, a espécie não foi listada como em risco de extinção em 2003, e somente as populações fora da Amazônia (outrora classificadas como P. c. capricornensis e P. c. greeni) são listadas como "vulneráveis" pelo Ministério do Meio Ambiente (MMA). Entretanto, a partir de 2014, a onça-parda passou a ser considerada espécie vulnerável na última lista de animais ameaçados do Brasil, feita pelo Instituto Chico Mendes de Conservação da Biodiversidade (ICMBio) (a Portaria MMA N.º 444 de 17 de dezembro de 2014). Algumas listas estaduais consideram a validade das subespécies usadas pelo MMA. P. c. capricornensis é classificada como "vulnerável" nas listas dos estados da Bahia, São Paulo, Paraná, Santa Catarina e Rio de Janeiro; como "em perigo" na lista dos estados do Rio Grande do Sul e Espírito Santo e como "criticamente em perigo" na lista de Minas Gerais. P. c. greeni não consta em nenhuma lista estadual de espécies ameaçadas. Como mostrado, o grau de ameaça da espécie varia ao longo do país, e provavelmente está extinta em grande parte do litoral do Nordeste e leste da Bahia, assim como em largas porções dos pampas, no Rio Grande do Sul. A população total estimada para o Brasil está entre 34 896 e 327 814 indivíduos, mas a população efetiva é de cerca de 3 489 animais. As estimativas populacionais também variam entre os biomas brasileiros, e mesmo na Amazônia, onde ocorre a maior população efetiva (apesar de ser menor que 10 mil animais), ela pode ser categorizada como "vulnerável" dado a crescente expansão da agropecuária na região e fragmentação do habitat. No Cerrado, a população efetiva é menor que 2 500 animais, e apesar de ser amplamente distribuída nesse bioma, é ameaçada pela fragmentação do habitat e caça, principalmente como forma de retaliação pelos ataques ao gado doméstico. A caça por parte dos fazendeiros também é uma ameaça importante no Pantanal, e a população efetiva é menor do que mil indivíduos. Na Mata Atlântica, a alta fragmentação e degradação do habitat, atropelamentos e a urbanização são as principais ameaças para uma população menor do que mil animais. Por fim, na Caatinga, apesar de uma população que pode ter até 2 500 animais, a espécie é categorizada como "em perigo", dado o aumento do desmatamento para produção de energia eólica, mineração, agropecuária e extração de madeira para carvoaria. Há a estimativa de um decaimento de mais de 10 % da subpopulação no Brasil.

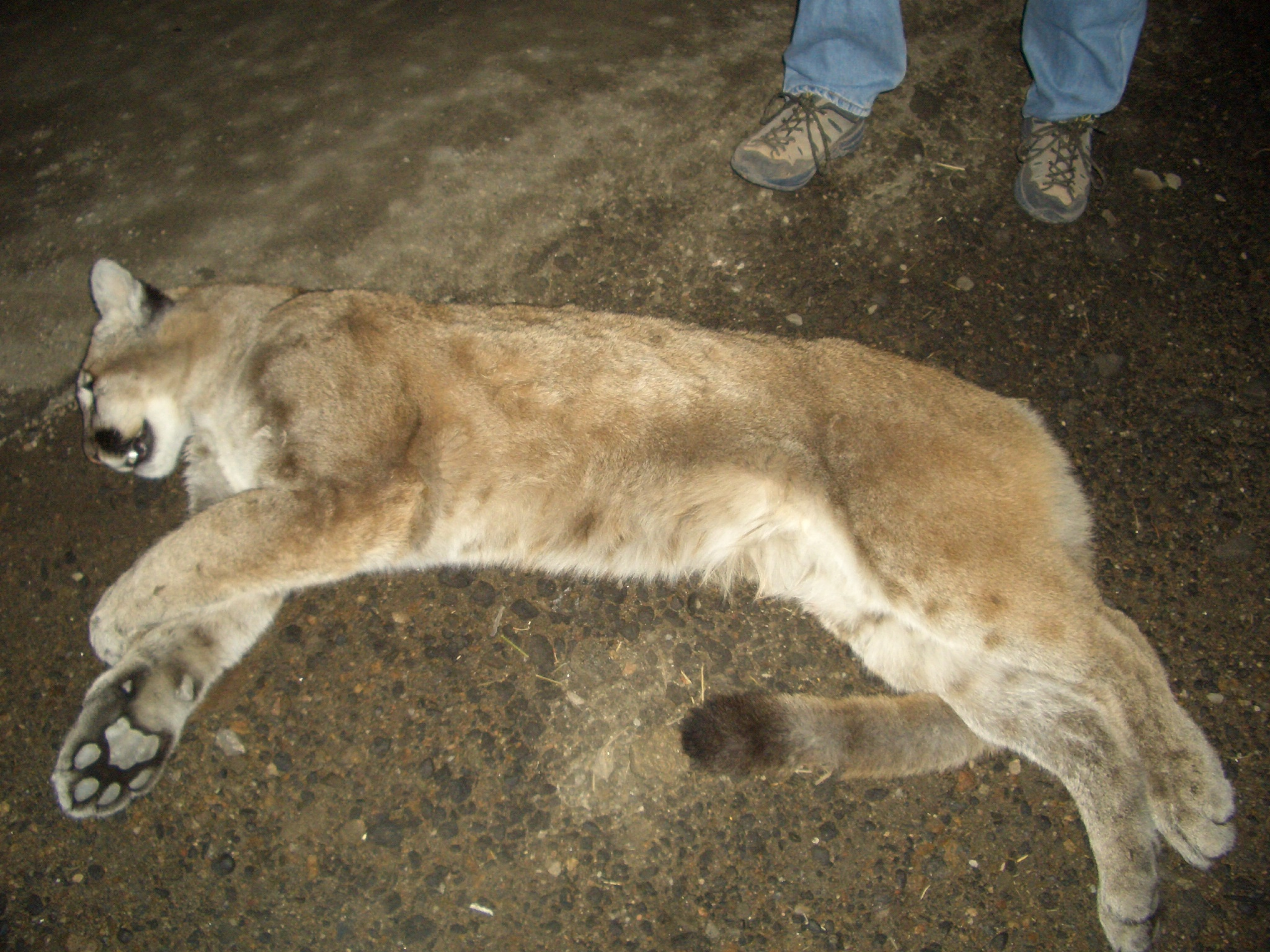
Atropelamentos são uma causa importante de mortalidade em áreas populosas

Uma das maiores ameaças à onça-parda é a caça, seja por esporte, seja por retaliação, dado que ela frequentemente ataca o gado doméstico. No Brasil, a caça por retaliação (e até mesmo "preventiva") é particularmente importante na mortalidade de onças e outros predadores. Visto que ela se alimenta por vários dias de uma mesma carcaça, é susceptível ao envenenamento promovido por fazendeiros que consideram um estorvo à criação de gado. A caça é proibida em muitos dos países em que ocorre como no Brasil, Argentina, Bolívia, Chile, Colômbia, Costa Rica, Guatemala, Guiana Francesa, Honduras, Nicarágua, Panamá, Paraguai, Suriname, Venezuela e Uruguai. Nos Estados Unidos, Canadá, Peru e México, a caça é regulamentada. Somente no Equador, El Salvador e na Guiana não existe qualquer tipo de proteção contra a caça. Deve-se salientar que embora no Canadá e Estados Unidos a caça regulamentada da onça-parda seja permitida, ela é proibida para as populações que ocorrem mais à leste desses países: no Canadá, a caça regulamentada somente é permitida em Alberta e Columbia Britânica; nos Estados Unidos, ela é permitida no Arizona, Colorado, Idaho, Montana, Nevada, Novo México, Oklahoma, Oregon, Utah, Washington e Wyoming. Ela é proibida na Califórnia, Flórida e Dacota do Sul, e somente no Texas não existe proteção contra a caça.
Certamente, a maior ameaça atual à conservação da onça-parda, assim como de todos os grandes felinos, é a fragmentação e destruição do habitat. A expansão urbana e agropecuária é responsável não só por diminuição das presas disponíveis e conflitos com humanos, como também por uma supressão total do ambiente em que habita e perda de qualidade de fragmentos remanescentes. Enquanto que esse felino consegue utilizar fragmentos de floresta com menos de 50 hectares em algumas localidades, em outras, os fragmentos menores que 300 hectares não são utilizados, o que atenta ao fato de ações conservacionistas exigirem planos mais específicos para cada região. A fragmentação do habitat combinada com empreendimentos como rodovias e ferrovias podem isolar as populações de onças. Além disso, atropelamentos são particularmente importantes na morte de onças, principalmente em locais com alta densidade humana.
A onça-parda é uma importante "espécie bandeira" dado que esforços em sua conservação acaba por preservar extensas áreas naturais, e é popular com o público. Entretanto é preponderante a criação de corredores ecológicos e a aplicação do conceito de metapopulação para sanar os efeitos do isolamento em regiões altamente fragmentadas. O Corredor Ecológico Mesoamericano foi proposto para conectar os fragmentos de floresta do sul do México até o Panamá: inicialmente foi chamado de Paseo Pantera, nos anos de 1990, e tinha como objetivo conservar as espécies de grandes felinos americanos, como a onça-parda.
Devido ao risco de extinção, alguns projetos de pesquisa vêm sendo realizados no Brasil, como o Projeto Onça Parda do Triângulo Mineiro, realizado entra as cidades de Araguari e Uberlândia, que está levantando informações sobre a ecologia espacial e a saúde da espécie desde 2009. Outro exemplo é o Projeto Onças-pardas da Região Metropolitana de São Paulo, iniciado em 2012, que tem como objetivo obter registros da espécie e estudar sua movimentação entre a Mata Atlântica e o Cerrado.

### A onça-parda na Flórida
A onça-parda foi severamente caçada e extinta na região leste dos Estados Unidos: atualmente, a única população estabelecida à leste do rio Mississippi se encontra na Flórida, que outrora foi classificada como P. c. coryi (conhecida em inglês como Florida panther). É um dos primeiros mamíferos a ser listado como ameaçado e foi objeto de extensos estudos ecológicos, genéticos e de conservação. É uma importante "espécie bandeira" na conservação dos ecossistemas pantanosos da Flórida, principalmente nas Everglades. É um bom exemplo de como a fragmentação do habitat e a caça pode reduzir um animal antes amplamente difundido em determinada região e de como uma população extremamente reduzida e isolada de um felino vivendo em uma área com alta influência humana é problemática e exige ações conservacionistas complexas. Também demonstra os problemas ecológicos decorrentes da depleção das presas desse felídeo e de como isso pode acarretar um aumento nos prejuízos para a criação de gado, visto que existe relação entre a diminuição dos cervídeos e aumento de ataques ao gado. Certamente, os estudos dessa subpopulação permitiram avanços no conhecimento a cerca da conservação de grandes felinos.
A subespécie outrora conhecida por P. c. coryi ocorria desde o sudeste do Arcansas, Luisiana, Mississipi, Alabama, Georgia, partes do Tenessi e Carolina do Sul, até a Flórida. A redução de suas populações começou com o estabelecimento dos europeus no início do século XIX, culminando em uma população isolada no centro da Flórida em 1920. Tais regiões eram consideradas inóspitas por conta das inúmeras áreas pantanosas, o que acabou salvando as populações remanescentes. Apesar disso, na década de 1930, pensava-se que a onça-parda havia sido extinta da Flórida, mas em 1935 foi confirmada a presença do felino na região de Big Cypress. Visto esse elevado grau de ameaça, a Florida Game and Freshwater Fish Commission (FMC) passou a regulamentar sua caça em 1950, sendo a primeira população de onça-parda a ser protegida nos Estados Unidos. Em 1958 sua caça foi proibida. Após um longo período de caça e perseguição, as ameaças atuais à onça-parda na Flórida são a crescente fragmentação do habitat, urbanização e o extremo isolamento ao qual essa população se encontra. Também atropelamentos constituem uma ameaça, assim como doenças advindas de animais domésticos.
O isolamento dessa população é tamanho, que ela se encontra a mais de 1 000 quilômetros da mais próxima população confirmada de onça-parda, no Texas. Além disso, está extremamente reduzida, sendo estimada entre 70 e 80 indivíduos. Dado essa situação, existem inúmeros problemas derivados da consanguinidade: a criptoquirdia ocorre entre 49 e 56% dos machos, assim como diversos problemas cardíacos (principalmente o septo interatrial incompleto) são identificados em até 80% dos animais. Problemas relacionados à baixa variabilidade genética são facilmente observados em animais domésticos, mas em animais selvagens é difícil constatar: o que demonstra o grau extremo em que chegou essa subpopulação. Dessa forma, é urgente ações para sanar os efeitos da perda da variabilidade genética, e estudos são feitos para reproduzir onças da Flórida com aquelas provenientes do Texas: visto novos estudos sobre a genética da onça-parda, provavelmente, as populações norte-americanas são todas de uma mesma subespécie.
Entretanto, o maior problema reside na falta de habitat adequado para o estabelecimento de novas populações. Cerca de 300 mil hectares necessários para um plano de conservação nos limites norte de sua ocorrência estão em propriedades particulares. Em 1989, somente 26 400 acres (cerca de 107 quilômetros quadrados) foram cedidos para a criação do Refúgio Nacional de Vida Silvestre Florida Panther. Além disso, barreiras construídas pelo homem no habitat da espécie no centro da Flórida impede que ela possa recolonizar outras áreas por conta própria, sendo necessário projetos de reintrodução e translocação de indivíduos.
Uma importante inciativa na conservação da onça-parda na Flórida é a criação da Florida Ecological Greenways Network, sendo um projeto de ecologia de paisagem com o objetivo de criar corredores ecológicos conectando remanescentes do habitat deste felino.

### Recolonização do centro-leste dos Estados Unidos
Apesar de já extinta em grande parte do centro e leste dos Estados Unidos, a onça-parda está recolonizando algumas áreas, principalmente aquelas situadas no centro e sudeste do país, o que vem sido notado desde o início da década de 1990. Provavelmente, tais indivíduos são provenientes das regiões a oeste. Existem registros em regiões no extremo nordeste dos Estados Unidos, mas não se conhece certamente de onde tais animais provêm. Os avistamentos feitos em estados do meio da costa Atlântica, como na Pennsylvania, certamente eram identificações erradas de outros carnívoros. Muitos dos registros fotográficos são de animais que escaparam do cativeiro, porém, aqueles atropelados ou mortos por caçadores eram indivíduos selvagens.

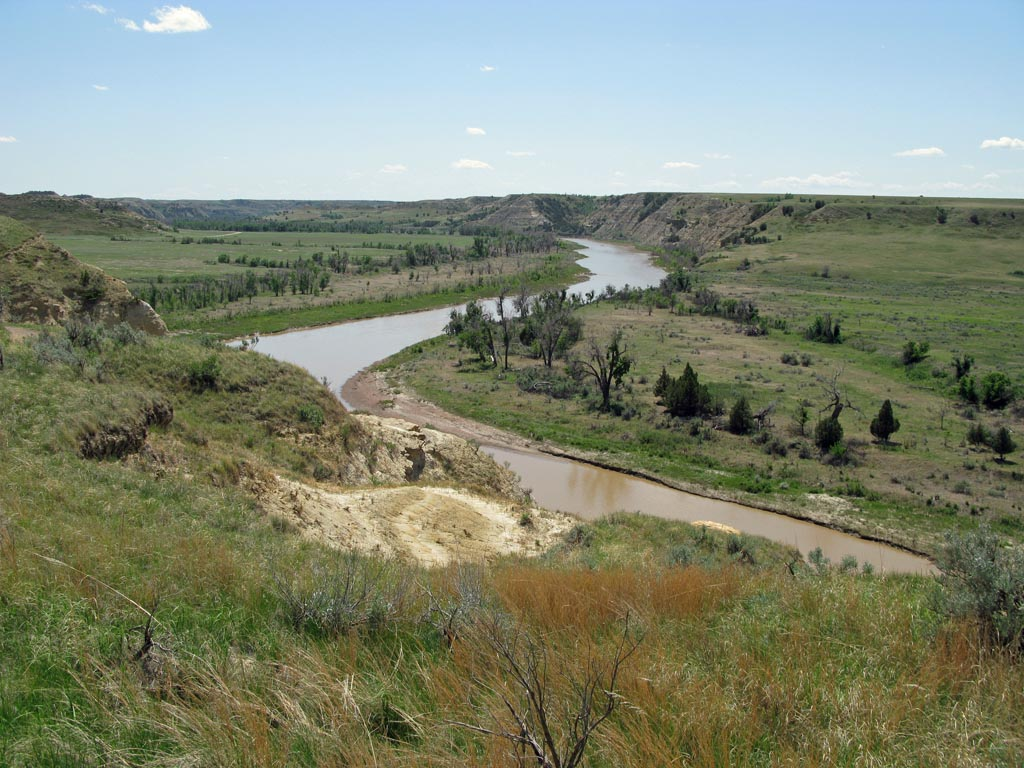
O rio Little Missouri, em Dacota do Norte, único local confirmado de recolonização da onça-parda

Essa onda de deslocamento da onça-parda para o leste dos Estados Unidos resultou em um evento confirmado de recolonização: a onça havia sido extinta de Dacota do Norte no início do século XX, mas no começo dos anos 2000 uma população foi estabelecida no rio Little Missouri, sendo confirmado o nascimento de filhotes em 2006. É possível que existam pequenas populações residentes nos estados de Oklahoma e Nebrasca. Esses mesmos estados são importantes corredores para indivíduos encontrados nos estados de Iowa, Ilinóis, Missuri e Indiana. Um dos registros em Illinois provém de um animal morto em Chicago. Michigan e Wisconsin têm registros frequentes desde 2008, entretanto, nenhum desses registros são de fêmeas, o que mostra que ainda não existe nenhuma população residente nesses estados. A região desses estados também é importante estrategicamente, dado ainda existirem grandes áreas selvagens com abundância de cervídeos e a menor largura do rio Mississipi permite o avanço dos indivíduos em direção leste. No sudeste dos Estados Unidos, os estados do Arcansas, Luisiana, leste do Texas e o norte da Flórida possuem registros recentes. Ademais, tal região possui projetos para reintrodução da espécie.
É possível futuramente que populações se restabeleçam nas florestas do norte de Minnesota, os Montes Ozark no Arkansas e o sul do estado do Missouri.

### Recolonização no sul e sudeste do Brasil
A onça-parda tem demonstrado resiliência notável ao recolonizar áreas fragmentadas do Sul e do Sudeste do Brasil. Após um período de extinção local em diversas regiões devido à perda de habitat, perseguição humana e colapso das cadeias tróficas, há registros crescentes de sua presença desde o final da década de 1980.
Estudos apontam que a espécie sobrevive onde o habitat florestal foi parcialmente recuperado ou mantido em mosaicos com áreas agrícolas e reflorestadas. Notavalmente, isso demonstra a importância da conservação de pequenos fragmentos de vegetação nativa na manutenção das populações de onça-parda no Sul e Sudeste do Brasil, como evidenciado em estudos feitos no Centro-Oeste paulista. A onça-parda utiliza fragmentos florestais e áreas degradadas, como zonas agrícolas e várzeas, para manter suas populações, apresentando maior diversidade genética e população efetiva do que a onça-pintada (Panthera onca), espécie com habitat mais restrito e sensível a alterações antrópicas. Isso explica a persistência da ocorrência desse felino em áreas extremamente fragmentadas, com poucos remanescentes de vegetação nativa com mais de 50 hectares, caso das florestas do Alto Paraná.

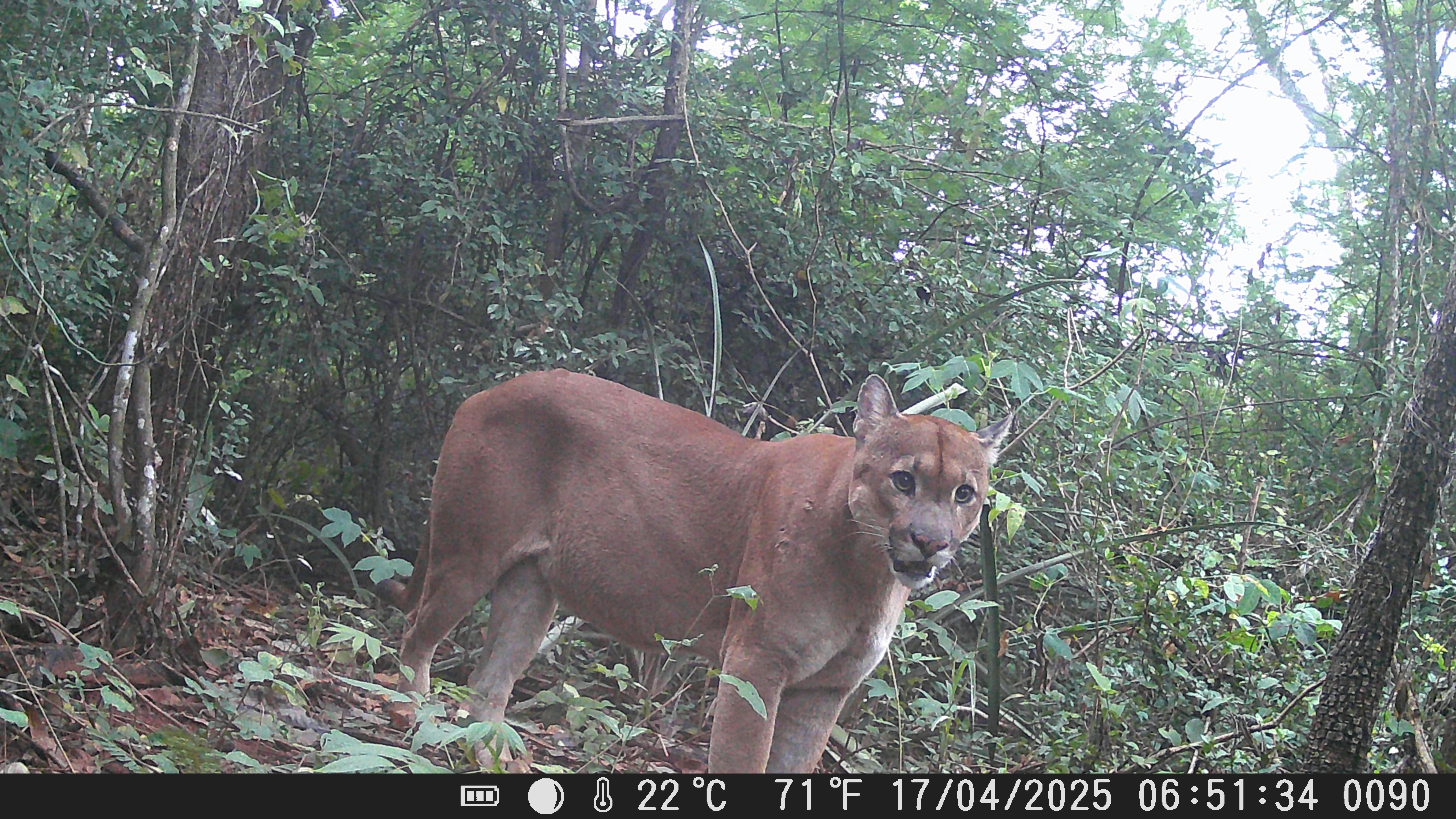
Onça-parda em fragmento de Mata Atlântica em Rubineia.

Na região da Serra Catarinense, registros de predação de ovinos por onças-pardas indicaram o retorno da espécie após décadas sem observações confirmadas. O Projeto Puma, iniciado por pesquisadores da Universidade Federal de Santa Catarina, documentou esses episódios e confirmou que a espécie não era fruto de escape de cativeiro, mas sim de populações silvestres sobreviventes ou em recolonização natural.
A recuperação parcial da Mata Atlântica a partir da década de 1990, impulsionada por políticas de proteção, como o Decreto Federal nº 99.547/1990,favoreceu a permanência da espécie em corredores ecológicos e remanescentes florestais. A onça-parda, com sua alta capacidade de dispersão e dieta generalista, tem utilizado inclusive áreas suburbanas, agrícolas e de reflorestamento com espécies exóticas como Eucalyptus para se locomover entre fragmentos. Esse comportamento tem sido observado em estudos realizados na Mata Atlântica do sul do Brasil, que indicam que grandes mamíferos adaptam seu uso do habitat para aproveitar paisagens modificadas pelo homem.

## Aspectos culturais e relações com os humanos

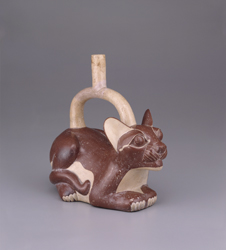
Onça-parda representada pelos Moche

### Na mitologia
A elegância e força da onça-parda foi muito admirada pelas culturas ameríndias. A cidade Inca de Cuzco foi projetada na forma de uma onça-parda e o animal deu nome a várias regiões e povos incas. A cultura Moche a retratou em sua cerâmica. O deus do céu e do trovão dos incas, Viracocha, era associado a esse felino. Na América do Norte, descrições mitológicas da onça-parda aparecem em histórias em língua Winnebago ("Ho-Chunk" ou "Winnebago") no Wisconsin e Illinois e Cheyenne, entre outros. Para os Apaches e Walapai do Arizona, o lamento de uma onça-parda era um prenúncio da morte. Os Algonquins e Ojibwe acreditavam que a onça-parda vivia no submundo e era perversa, enquanto que era considerada uma animal sagrado entre os Cherokees.

### Predação do gado doméstico
Desde o início da formação das fazendas na América, as onças são consideradas tão destrutivas à criação quanto os lobos. De acordo com estudos no Texas em 1990, 86 bezerros (0,0006% de um total de 13,4 milhões de bovinos no Texas), 253 bodes Mohair, 302 cabritos Mohair, 445 ovelhas (0,02% de um total de 2,0 milhões de ovinos no Texas) e 562 cordeiros (0,04% dos 1,2 milhões de cordeiros no Texas) foram mortos por onças naquele ano. Em Nevada, em 1992, foram confirmadas as mortes de 9 bezerros, 1 cavalo, 4 potros, 5 bodes, 318 ovelhas e 400 cordeiros por ataques de onças. Em ambos os casos, as ovelhas foram os animais mais visados pelo felino. Ataques excedentes resultaram em morte de 20 ovelhas em um caso. A mordida de uma onça-parda é aplicada no dorso do pescoço, cabeça ou garganta e ela deixa perfurações com suas garras nas laterais da presa, às vezes a estraçalhando. Coiotes também mordem a região da garganta mas não deixa marcas de garras e o rastro deixado pelo arrasto da presa tem formato de zig-zag, ao contrário da linha reta deixa pela onça-parda. O ataque do felino também é mais preciso, ao contrário da mutilação indiscriminada provocada por coiotes e cães ferais. O tamanho das perfurações também permite distinguir ataques de onça-parda de carnívoros menores.
Na América do Sul, a onça-parda e a onça-pintada são os principais animais a causarem problemas com pecuaristas. Muitas vezes, ataques ao gado doméstico são mais comuns por parte da onça-parda do que da onça-pintada (Panthera onca) na Venezuela. Tal fato não foi observado nos entornos do Parque Nacional do Iguaçu, no sul do Brasil, em que a onça-pintada é o principal predador do gado doméstico.
Os ataques ao gado doméstico são esperados em fazendas próximas a áreas naturais. A diminuição de presas e a degradação e fragmentação do habitat aumentam a predisposição de grandes carnívoros atacarem animais domésticos. Animais jovens ou muito velhos e fêmeas com filhotes também são mais propensos a atacar o gado. Tal problema leva a caçadas de retaliação, visando diminuir o prejuízo financeiro ao pecuarista. Essa caça de retaliação muitas vezes possui o efeito paradoxal de aumentar a predação de animais domésticos e queixas de conflito entre onças e humanos. Em 2013, foi constatado que um importante previsor de problemas desse tipo foi a presença da caça de retaliação no ano anterior. Cada onça adicional na paisagem resultava em um aumento de 5% das reclamações de fazendeiros, mas a morte de onças pela caça aumentava em até 50%. Quanto maior a caça de retaliação, maior os conflitos entre humanos e onças, podendo aumentar entre 150 e 340%. Este efeito é atribuído ao fato de que animais jovens são mais inclinados a se aproximar de habitações e empreendimentos humanos, enquanto que a caça de retaliação elimina animais mais velhos que aprenderam a evitar os seres humanos. A caça como retaliação permite que esses animais jovens possam estabelecer território.

### Ataques a seres humanos

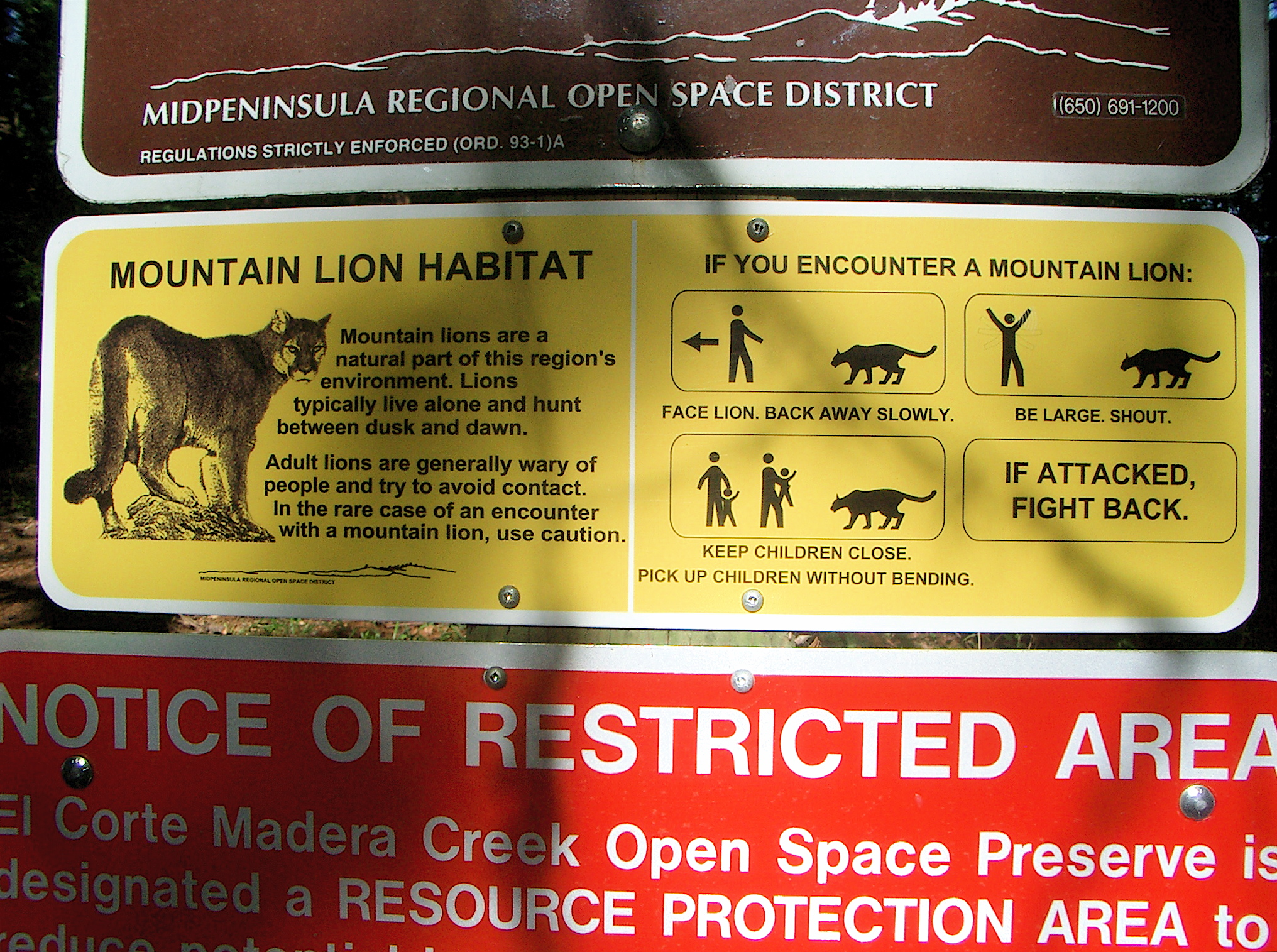
Sinalização para risco de ataque de onça-parda nos Estados Unidos

Devido ao crescimento populacional humano, a distribuição geográfica da onça-parda tem se sobreposto com áreas habitadas por humanos. De forma geral, ataques ao homem são raros, dado que suas estratégias de caça fazem parte de um repertório aprendido e muitas vezes seres humanos não são reconhecidos como presas. Ataques a pessoas, gado e animais de estimação ocorrem quando as onças estão habituadas aos humanos e em condições de extrema carência alimentar. Na América do Norte, ataques são mais comuns durante a primavera e verão, quando onças jovens deixam suas mães e passam a procurar novos territórios.
Entre 1890 e 1990, na América do Norte foram reportados 53 ataques, resultando em 48 ataques não fatais e 20 mortes. Em 2004, os números subiram para 88 ataques e 20 mortes. Nesta região, a distribuição desses casos não é uniforme. O populoso estado da Califórnia tem 12 ataques confirmados desde 1986 (depois de 3 registrados entre 1890 e 1985), incluindo 3 mortes. O menos populoso Novo México reportou apenas um ataque em 2008, o primeiro desde 1974.
Apesar dos inúmeros ataques registrados na América do Norte, dados para a América do Sul são escassos. No entorno do Parque Nacional do Iguaçu foi constatado que a onça-parda não é um animal temido pelos habitantes e não existe casos de ataques a seres humanos.
Como muitos predadores, a onça pode atacar se encurralada e até mesmo se um humano sair correndo. Entretanto, ficar em pé parado pode significar ser uma presa fácil para uma onça. Encarar o animal nos olhos, gritar, mas de forma calma, e qualquer ação para parecer maior pode fazer com que a onça desista do ataque. Lutar com paus e pedras e até mesmo com as próprias mãos pode ser efetivo e em persuadir o animal a parar um ataque.
Quando ataca, a onça-parda utiliza sua habitual técnica de mordida no pescoço, tentando posicionar seus dentes entre as vértebras. Pescoço, cabeça e danos na medula espinal são comuns nos ataques. Crianças estão mais propensas a serem atacadas e menos propensas a saírem vivas. Pesquisas detalhadas antes de 1991 mostraram que 64% das vítimas (e quase todas as mortes) eram crianças. O mesmo estudo demonstrou que a maior proporção de ataques ocorreu na Columbia Britânica, particularmente na Ilha Vancouver, onde existe uma densidade alta de onças. Antes de atacar humanos, as onças apresentam comportamento aberrante, como serem mais ativos durante o dia, pouco medo e perseguição de humanos. Há casos de onças mantidas como animais de estimação que atacaram pessoas.